# Méru
Pour les articles homonymes, voir Meru (homonymie).
Méru est une commune française située dans le département de l'Oise, en région Hauts-de-France.

## Géographie

### Localisation

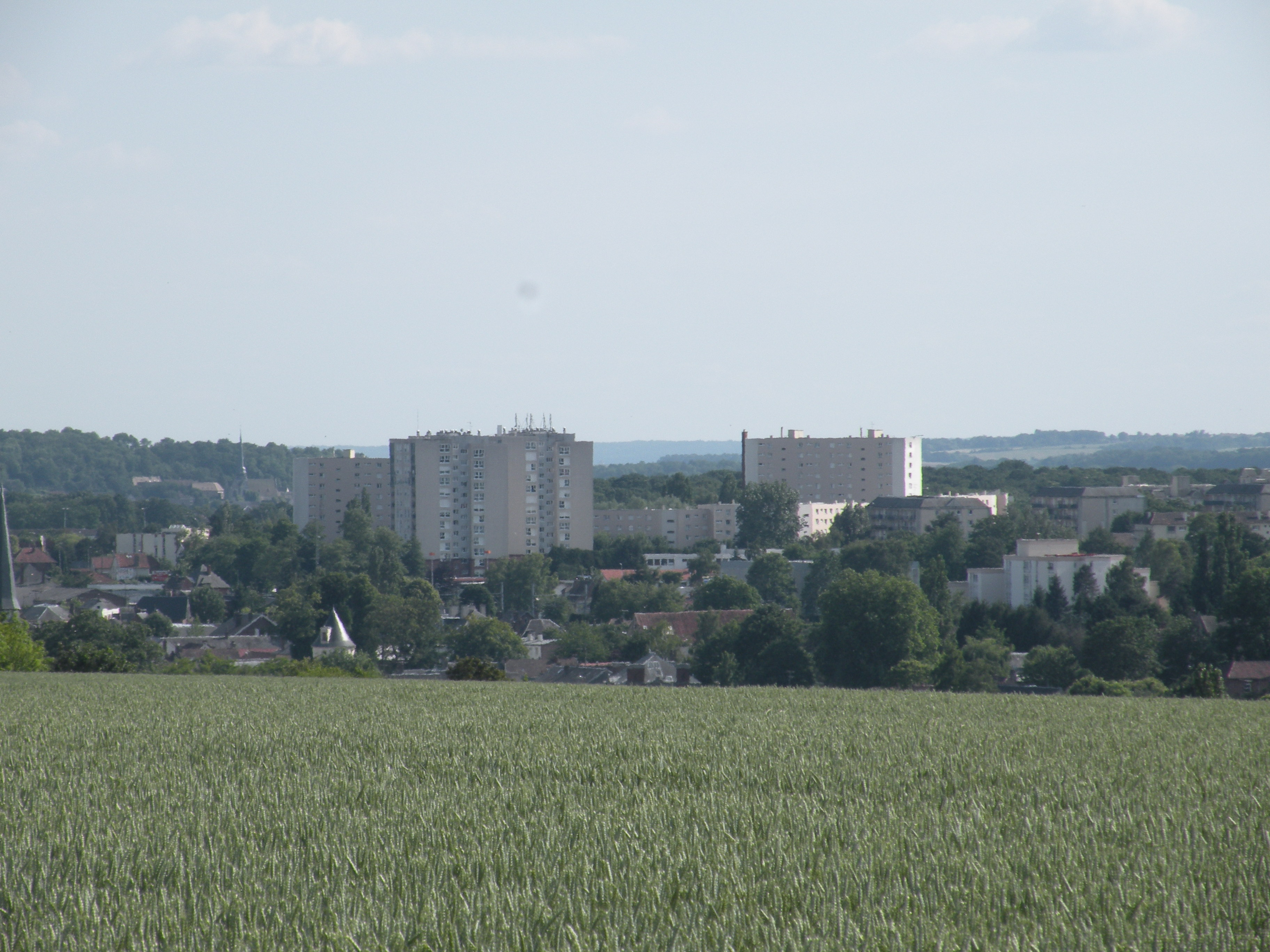
Vue générale.

La ville est une commune périurbaine du sud de l'Oise située dans le pays de Thelle, à 22 km de Cergy, 27 km de Beauvais et à 45 km de Paris.
Elle se trouve dans l'aire urbaine de Paris, dans la zone d'emploi de Beauvais, et est la ville-centre de son unité urbaine et de son bassin de vie

### Communes limitrophes
Les communes limitrophes sont Amblainville, Andeville, Corbeil-Cerf, Esches, Laboissière-en-Thelle, Lormaison, Villeneuve-les-Sablons et Saint-Crépin-Ibouvillers.
| Corbeil-Cerf           | Laboissière-en-Thelle | Andeville |
| Lormaison              | Méru                  |           |
| Villeneuve-les-Sablons | Amblainville          | Esches    |

### Géologie et relief
La superficie de la commune est de 22,83 km2 ; son altitude varie de 72  à   184 mètres.

### Hydrographie

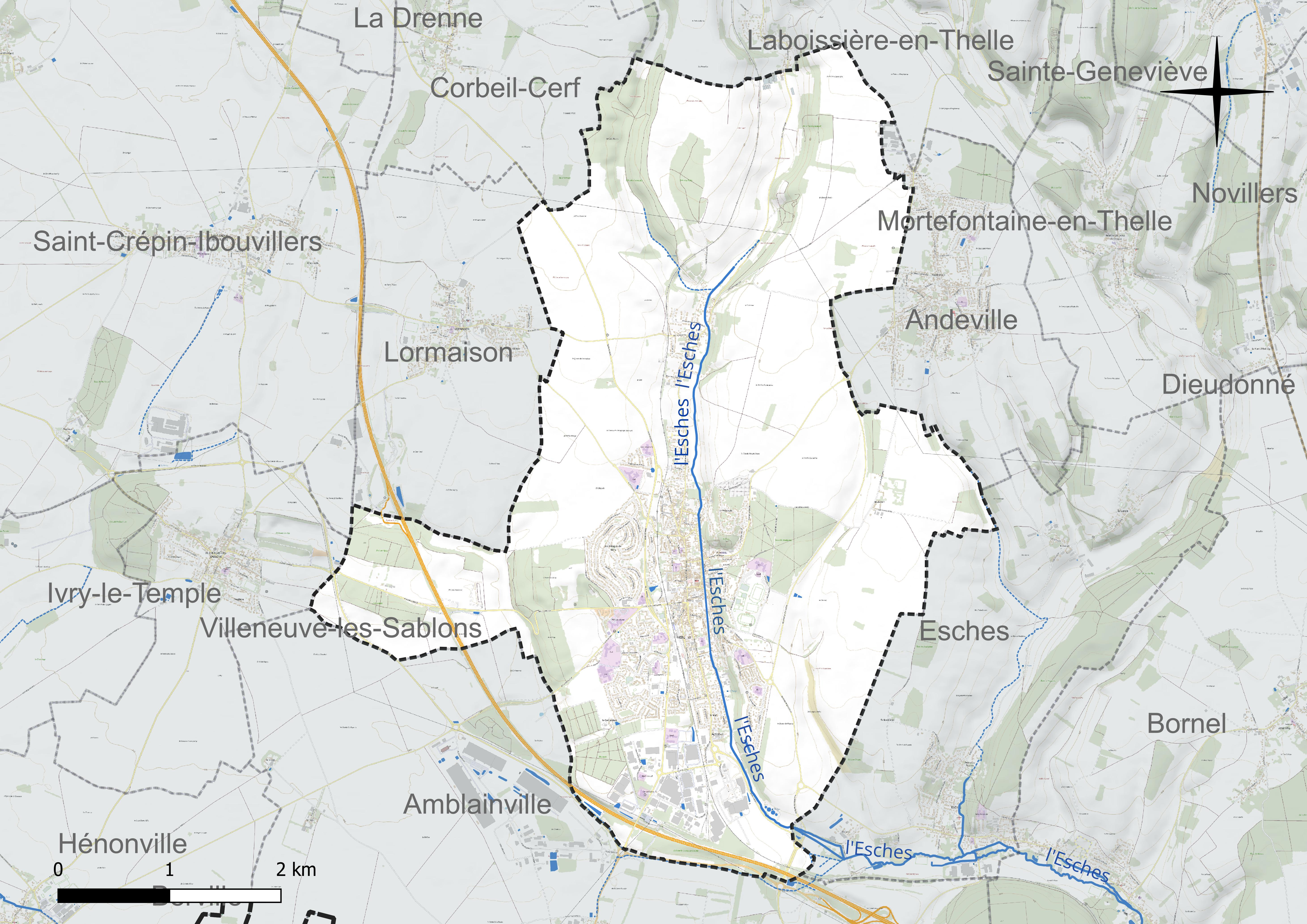
Réseau hydrographique de Méru.

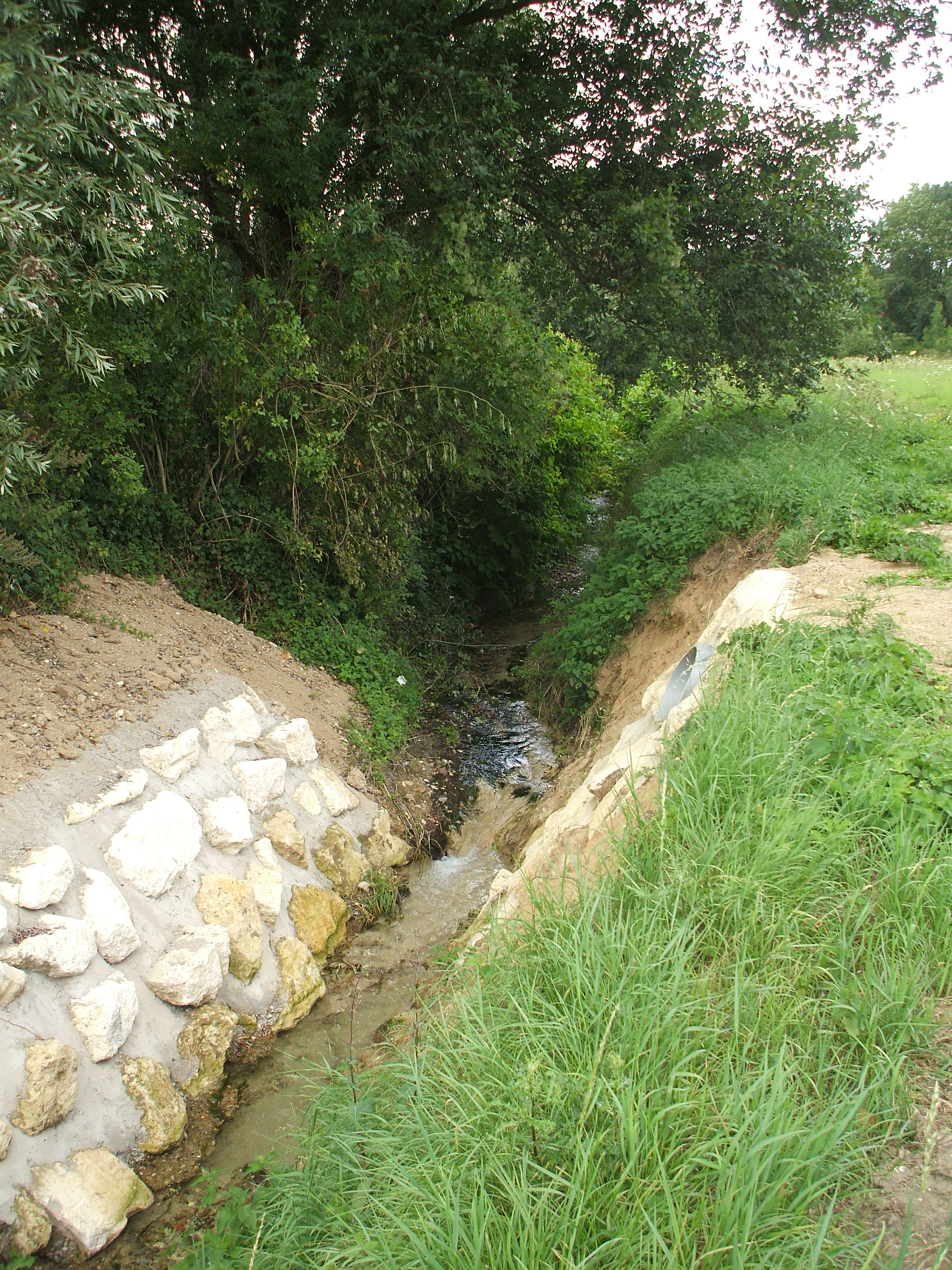
L'Esches.

La commune est située dans le bassin Seine-Normandie.
Elle est drainée par le cours d'eau 01 de la Chenevière et le cours d'eau 01 du Bois de Buquet,,.
L'Esches, d'une longueur de 20 km, prend sa source dans la commune  et se jette  dans l'Oise à Persan, après avoir traversé six communes. Les caractéristiques hydrologiques de l'Esches sont données par la station hydrologique située sur la commune de Bornel. Le débit moyen mensuel est de 0,66 m3/s. Le débit moyen journalier maximum est de 4,05 m3/s, atteint lors de la crue du 7 juillet 2001. Le débit instantané maximal est quant à lui de 7,51 m3/s, atteint le même jour.

### Climat
Pour des articles plus généraux, voir Climat des Hauts-de-France et Climat de l'Oise.
En 2010, le climat de la commune est de type climat océanique dégradé des plaines du Centre et du Nord, selon une étude du CNRS s'appuyant sur une série de données couvrant la période 1971-2000. En 2020, Météo-France publie une typologie des climats de la France métropolitaine dans laquelle la commune est exposée à un climat océanique et est dans la région climatique Sud-ouest du bassin Parisien, caractérisée par une faible pluviométrie, notamment au printemps (120 à 150 mm) et un hiver froid (3,5 °C).
Pour la période 1971-2000, la température annuelle moyenne est de 10,6 °C, avec une amplitude thermique annuelle de 14,6 °C. Le cumul annuel moyen de précipitations est de 679 mm, avec 11 jours de précipitations en janvier et 8,1 jours en juillet. Pour la période 1991-2020, la température moyenne annuelle observée sur la station météorologique la plus proche, située sur la commune de Jaméricourt à 20 km à vol d'oiseau, est de 11,0 °C et le cumul annuel moyen de précipitations est de 695,7 mm,. Pour l'avenir, les paramètres climatiques de la commune estimés pour 2050 selon différents scénarios d'émission de gaz à effet de serre sont consultables sur un site dédié publié par Météo-France en novembre 2022.

## Urbanisme

### Typologie
Au 1er janvier 2024, Méru est catégorisée centre urbain intermédiaire, selon la nouvelle grille communale de densité à sept niveaux définie par l'Insee en 2022.
Elle appartient à l'unité urbaine de Méru, une unité urbaine monocommunale constituant une ville isolée,.
Par ailleurs la commune fait partie de l'aire d'attraction de Paris, dont elle est une commune de la couronne,.

### Occupation des sols

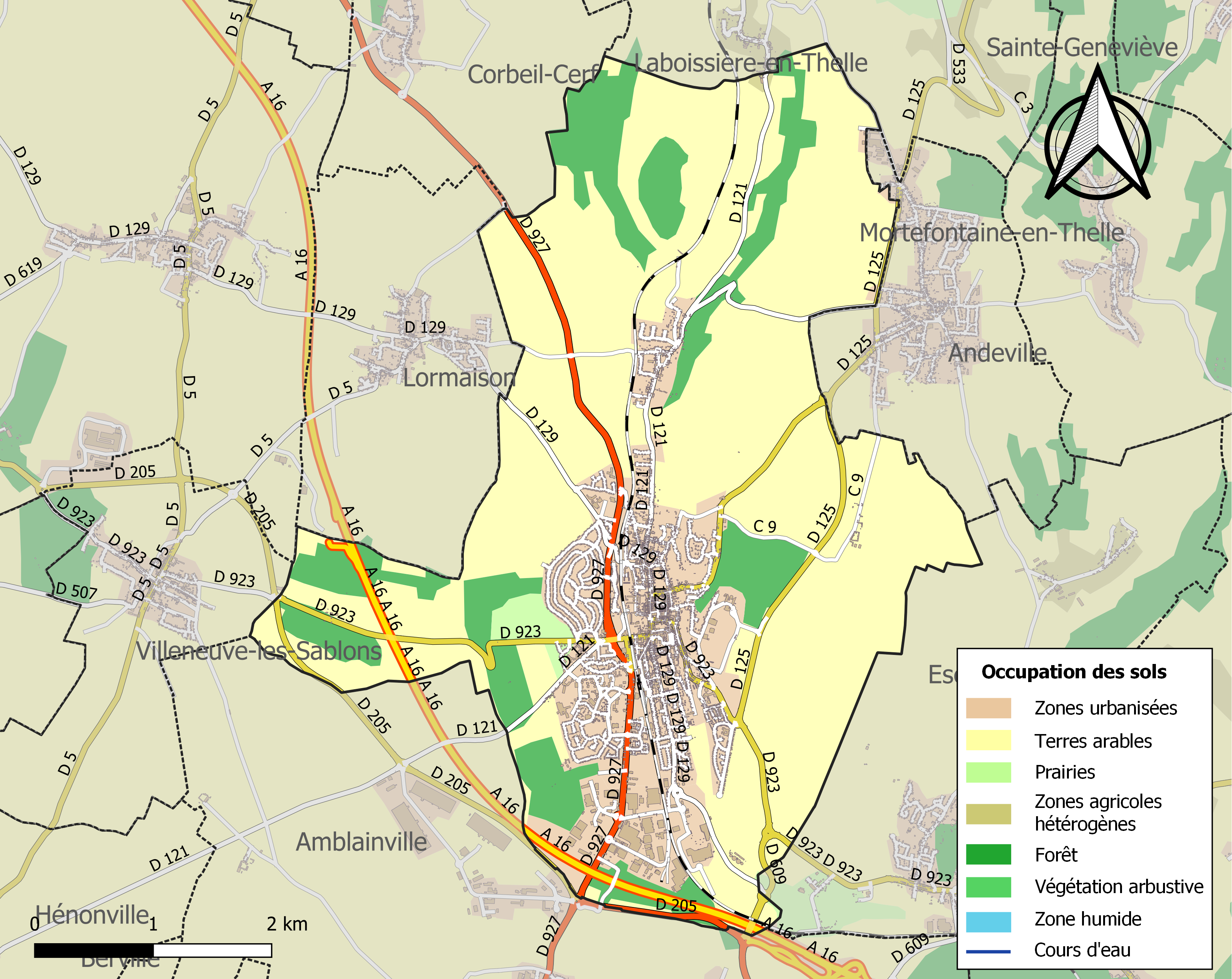
Carte des infrastructures et de l'occupation des sols de la commune en 2018 (CLC).

L'occupation des sols de la commune, telle qu'elle ressort de la base de données européenne d'occupation biophysique des sols Corine Land Cover (CLC), est marquée par l'importance des territoires agricoles (64,2 % en 2018), en diminution par rapport à 1990 (68,1 %).
La répartition détaillée en 2018 est la suivante : terres arables (62,9 %), zones urbanisées (15,3 %), forêts (14,9 %), zones industrielles ou commerciales et réseaux de communication (4,5 %), espaces verts artificialisés, non agricoles (1,1 %), prairies (1,1 %), zones agricoles hétérogènes (0,1 %).
L'évolution de l'occupation des sols de la commune et de ses infrastructures peut être observée sur les différentes représentations cartographiques du territoire : la carte de Cassini (XVIIIe siècle), la carte d'état-major (1820-1866) et les cartes ou photos aériennes de l'IGN pour la période actuelle (1950 à aujourd'hui).

### Lieux-dits, écarts et quartiers
- Boulaines devenu hameau de Méru en 1964
- Lardières (hameau)
- Lôtissement Agnicourt
- La Nacre
- Uni-Vert
- La Chesnaie
- Pierre Mendès-France
- La ZAC (zone d'aménagement concerté)
- Saint-Exupéry
- La Roseraie

### Habitat et logement
En 2021, le nombre total de logements dans la commune était de 5 659, alors qu'il était de 5 540 en 2016 et de 5 060 en 2011.
Parmi ces logements, 92,5 % étaient des résidences principales, 0,9 % des résidences secondaires et 6,7 % des logements vacants. Ces logements étaient pour 58,6 % d'entre eux des maisons individuelles et pour 41,1 % des appartements. Le tableau ci-dessous présente la typologie des logements à Méru en 2021 en comparaison avec celle de l'Oise et de la France entière. Une caractéristique marquante du parc de logements est ainsi la faible proportion des résidences secondaires et logements occasionnels (0,9 %) par rapport au département (2,4 %) et à la France entière (9,7 %).
| Typologie                                               | Méru | Oise | France entière |
| ------------------------------------------------------- | ---- | ---- | -------------- |
| Résidences principales (en %)                           | 92,5 | 90,5 | 82,2           |
| Résidences secondaires et logements occasionnels (en %) | 0,9  | 2,4  | 9,7            |
| Logements vacants (en %)                                | 6,7  | 7    | 8,1            |

### Voies de communication et transports

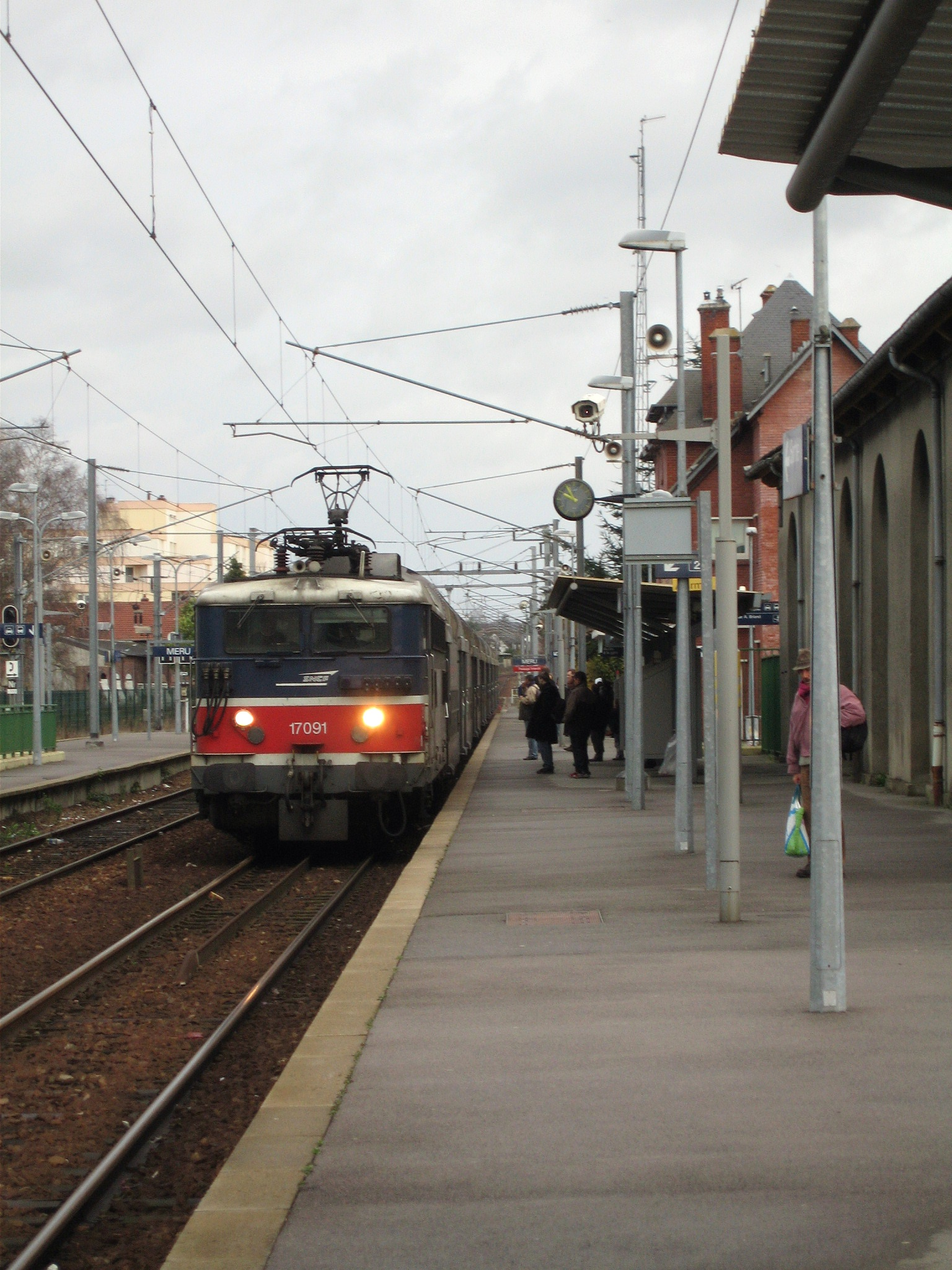
La gare.

Méru est desservi par l'ex-RN 327 (actuelle RD 927) et est aisément accessible par l'autoroute A16.
La gare de Méru, située sur la ligne d'Épinay - Villetaneuse au Tréport - Mers, est desservie par des trains TER Hauts-de-France qui effectuent des missions entre les gares de Paris-Nord et de Beauvais.
Le réseau de transport urbain dénommé Sablons Bus dessert la ville et les communes environnantes. Il est composé de 5 lignes régulières (A, B, C, D et E).
La ville est également desservie, en 2023, par les autocars des lignes 603 (ex 37E), 621, 622, 6108, 6112, 6121, 6131, 6132, 6133, 6134 et 6234 du réseau interurbain de l'Oise.

## Toponymie
Les mentions anciennes de Méru sont : villa Matrius 626, ; Mairiu en 862,, ; de Meruaco en 1094 ; Meruvium en 1099, ; Meru, de Merudio, Mairu en 1099 ; Meruacum en 1119 ; Mairu en 1123 ; Meru in Telis en 1325.
Albert Dauzat considère ce toponyme comme obscur tout en proposant sans conviction un anthroponyme latin Matrius, suivi du suffixe -ivum. Quant à Ernest Nègre, il choisit une solution radicalement différente fondée sur l'adjectif latin major « plus grand », qui devint maire et rivus « ruisseau » > français ru.

La ville se trouve sur le cours supérieur de l'Esches.

## Histoire

### Préhistoire
On a trouvé, sur le territoire communal, des pointes de silex préhistoriques (lances).
Des différentes tribus qui occupaient les lieux, l'on peut retenir les Véliocasses dans la partie sud et ouest du canton de Méru et les Silvanectes qui occupaient la partie est.

### Antiquité
Après la conquête de Jules César, la région fait partie de la province de la Gaule belgique (en Gaule transalpine). Par ailleurs, les fouilles menées sur le site de la station d'épuration ont confirmé la présence d'habitats datés du Haut Empire gallo-romain (IIe siècle apr. J.-C.).
Au IVe siècle, sous Dioclétien, la contrée reste dans la seconde Belgique dont Reims était la métropole ; Méru se trouve alors presque à cheval sur la voie romaine allant de Beauvais à Pontoise et Paris.
Cette voie est connue sous le nom de chemin de la Reine Blanche.

### Moyen Âge
Après la mort de Clovis, la région de Méru entre dans le royaume de Paris. En 626, la Villa Matrius (Méru) est donnée à l'abbaye royale de Saint-Denis. En 862, Charles le Chauve confirme la donation de « Mairiu ». Par la suite, le site de la villa Matrius ou "Domaine de la Mère"  est christianisé sous le patronage de saint Lucien, célébré le 16 octobre, peut-être pour remplacer un culte des eaux à la "Déesse Mère", sur le ru de Méru.
Toujours au IXe siècle, la région est ravagée par les Normands ce qui explique la présence de certains souterrains.
Ensuite, la ville appartient aux comtes de Beaumont jusqu'en 1191, époque à laquelle elle obtient une charte de coutumes, premier pas vers la reconnaissance communale.
En 1331, lors du recensement de la population, l'on compte 180 feux (900 habitants environ) à Méru. À titre comparatif, Bornel en a 80 (400 habitants environ) et Lardières 50 (250 habitants environ). Lors des jacqueries, de 1358, Méru est brûlée et rasée.

### Temps modernes
En 1521, Méru est reliée au domaine des Montmorency.
En 1582, Méru est incorporée au bailliage de Beauvais créé par Henri III.
Ensuite, des dernières années du XVIIe siècle et pendant la plus grande partie du XVIIIe, les princes de Conti et leurs descendants possèdent le bourg.
De leur château, il ne reste aujourd'hui qu'une tour dite la « Tour des Conti » que la ville et le district (aujourd'hui communauté de communes des Sablons) ont inscrit à leur programme de restauration.
La ville de Méru reste le centre d'un important bassin industriel qui s'est développé à partir du XVIIe siècle avec l'introduction progressive d'un artisanat tabletier importé de Paris par le biais des nourrices revenant de Paris.
La tabletterie, qui consiste en la fabrication d'objets divers (usuels, religieux, jeux, boîtes) au moyen de matières premières telles que le bois, l'os, la corne, l'ivoire, l'écaille ou encore la nacre, y fut d'abord pratiquée par les paysans de la région en manque de ressources durant les mois d'hiver.

### Époque contemporaine
Au XIXe siècle, cette activité s'industrialise et la production s'intensifie. La profession s'organise et différentes spécialisations émergent : confection de boutons, de dominos, d'éventails, etc. Le travail de la nacre prend de l'importance. Rapidement, la ville de Méru s'illustre en tant que pôle de production sous le surnom de  Capitale mondiale de la Nacre. Les débouchés sont nombreux, la clientèle internationale, la qualité du travail est appréciée bien au-delà des frontières de la France (Europe, Russie, États-Unis, anciennes colonies).
Les échanges avec la capitale, où se trouvent la plupart des grossistes, sont très actifs. Les tabletiers méruviens viennent s'y procurer les matières premières qu'ils façonnent et y déposent les produits de leur fabrication. L'ouverture de la gare de Méru, en 1875, facilite ce commerce.
À la fin du XIXe siècle cependant, la tabletterie subit une récession économique qui amorce son déclin. Toutefois et malgré les tensions dont témoignent les grèves du début du XXe siècle, l'industrie du bouton connaît encore quelques décennies prospères avant de disparaître presque complètement du pays de Thelle.

Méru au tout début du XXe siècle
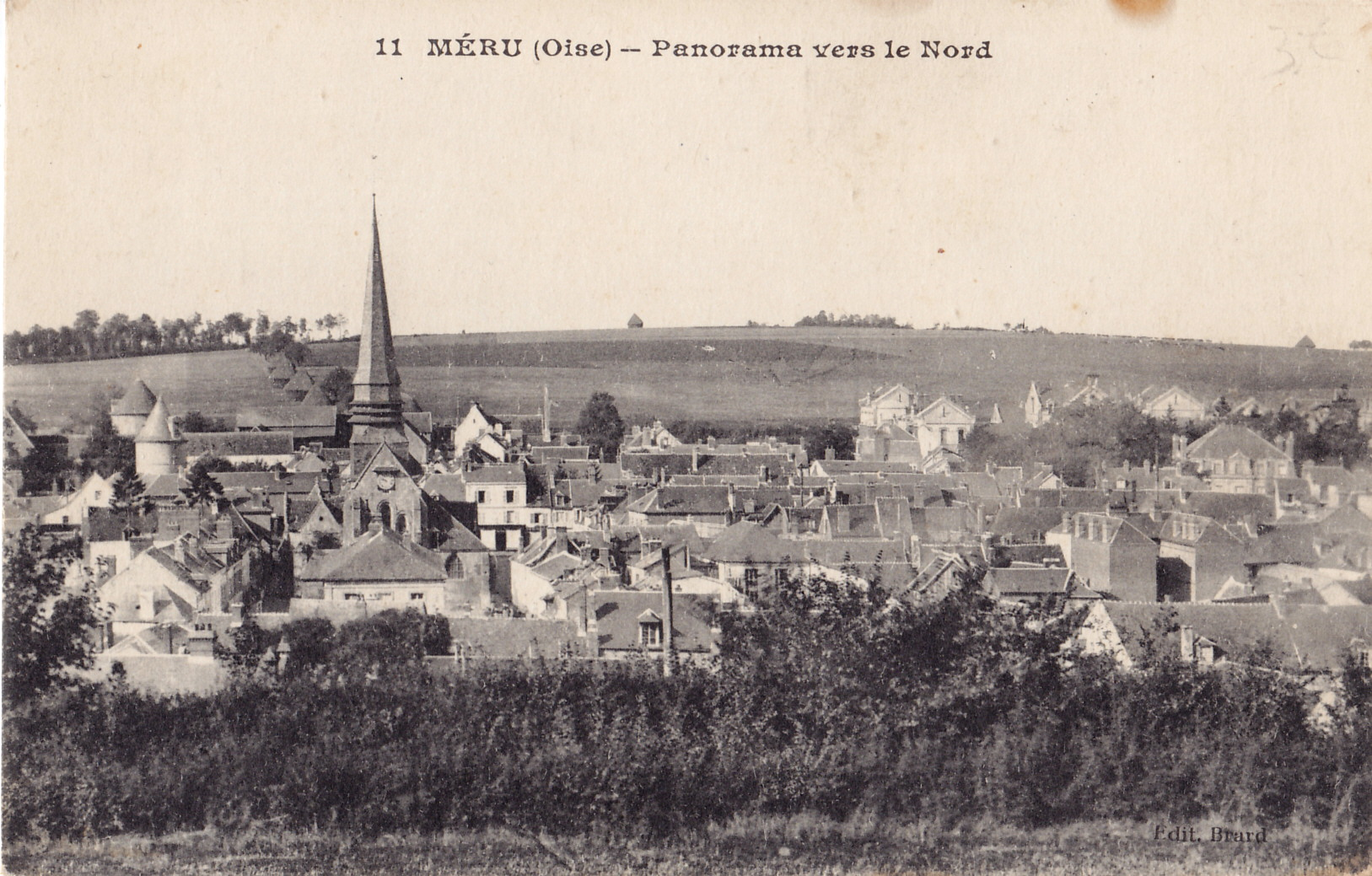
Vue générale de Méru.
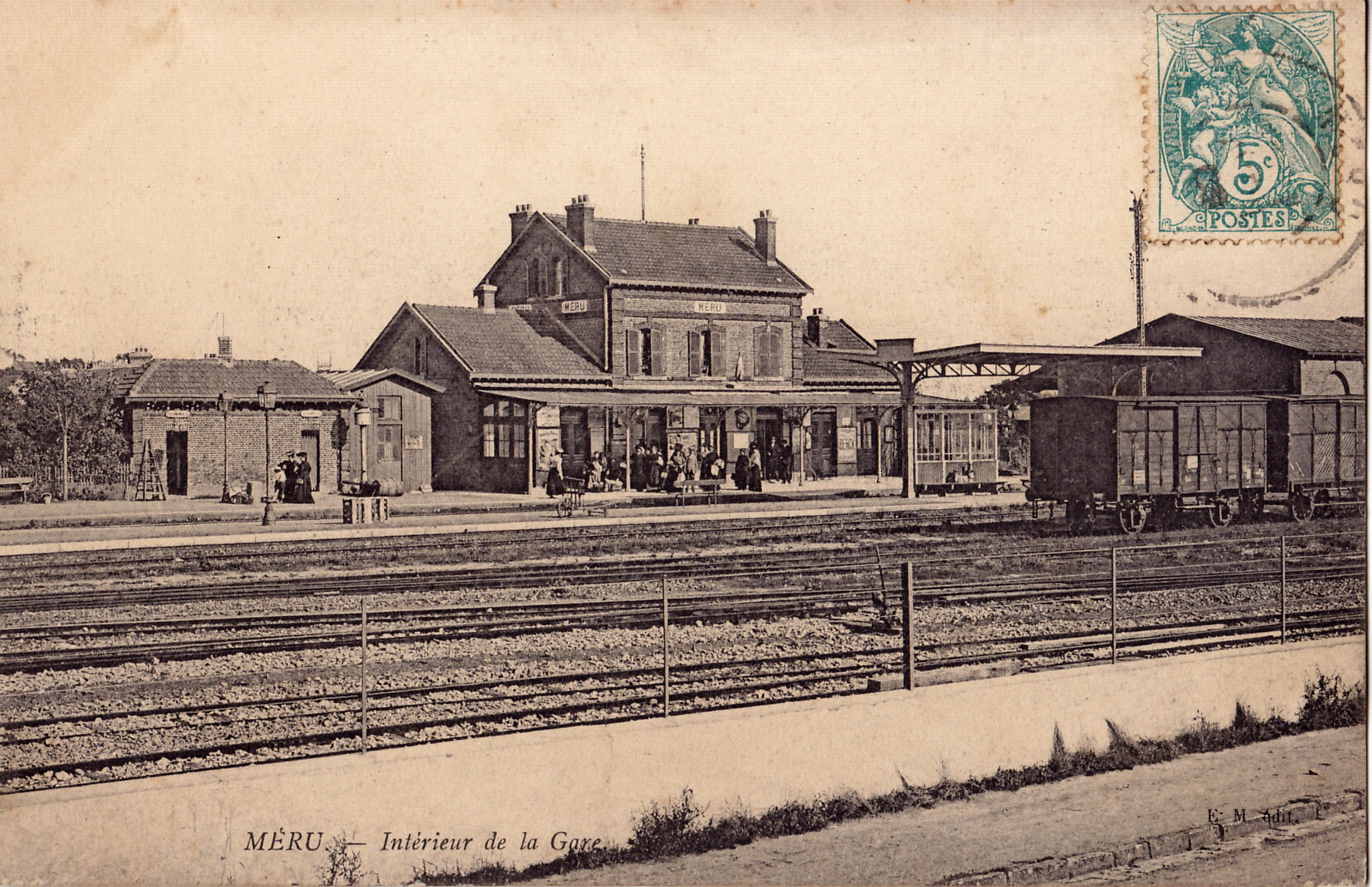
La gare.

En 1905, la gare de Méru devient l'origine de la ligne de chemin de fer secondaire à voie métrique de Méru à Labosse, une des lignes du réseau des chemins de fer départementaux de l'Oise. La ligne, exploitée par la 'Compagnie du chemin de fer d'intérêt local de Méru à Labosse puis par la Compagnie générale de voies ferrées d'intérêt local (CGVFIL), ferme en 1934,.

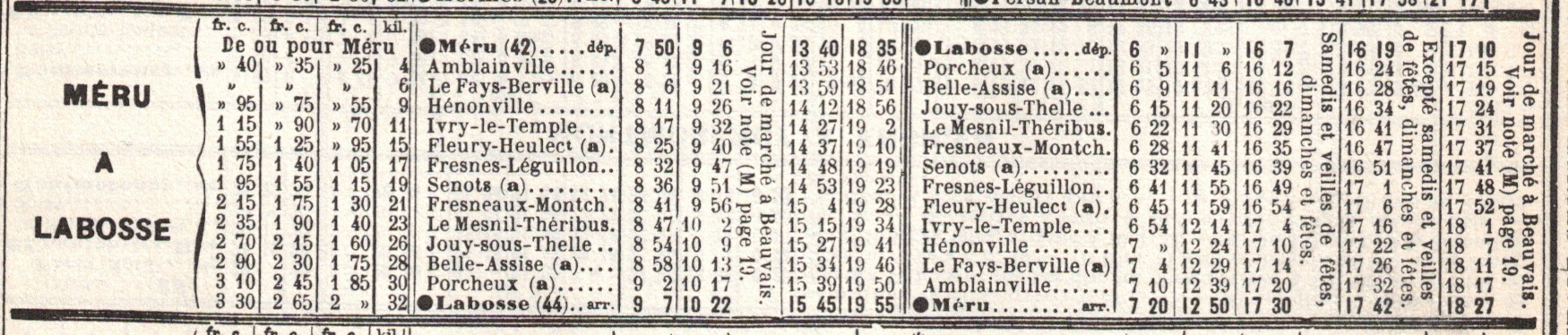
Horaires de la ligne en mai 1914.

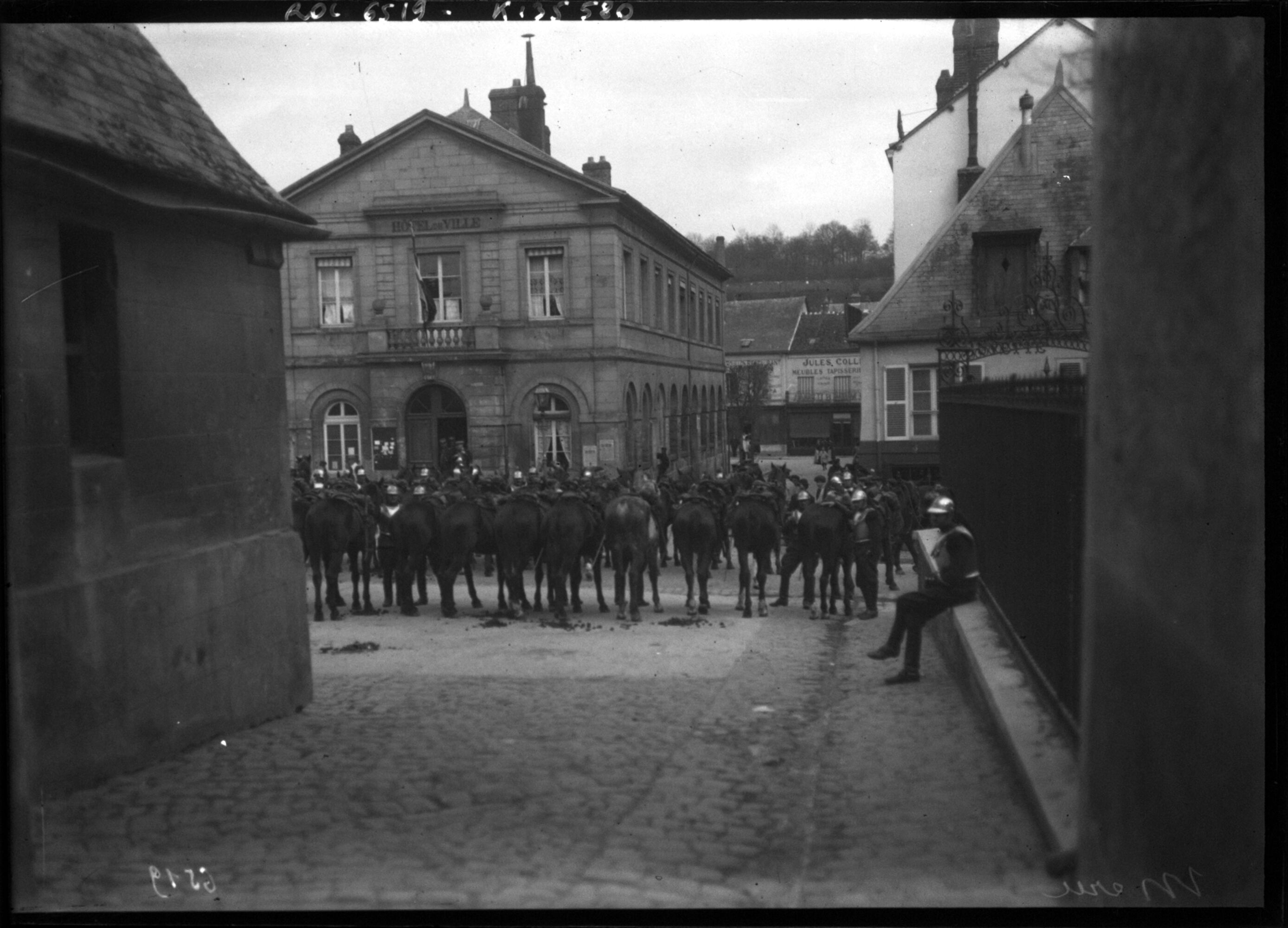
La cavalerie devant l'hôtel-de-Ville, avril 1909.

En 1909, une grande grève éclate dans le secteur de la boutonnerie. Le patronat réduit d'un tiers les salaires, « pour faire face à la concurrence ». La grève concerne dans la journée les quatre usines de la commune d'Andeville, mais tout le canton de Méru est rapidement concerné. Les premières négociations sont convoquées par le préfet pour le 27 mars à Méru, mais ne débouchent sur rien, le patronat refusant de revenir en tout ou partie sur sa décision. Les maisons des patrons sont vandalisées, le 28 mars une vingtaine de femmes sont blessées par la gendarmerie nationale. Le gouvernement Clemenceau envoie l'armée, commandée par le général Joffre. Le soutien national se développe, et les dirigeants de la CGT viennent sur place, jusqu'à ce que les salaires soient rétablis au niveau de 1908. À Méru le 1er mai 1909, 3000 personnes participent au meeting, avant la fin de la grève le 4 mai.
Les reconversions dans la bijouterie ou les matières plastiques n'ont pas suffi à sauver l'industrie du bouton autrefois très florissante présentée aujourd'hui au musée de la Nacre et de la Tabletterie où l'on peut découvrir, outre les collections d'objets, de véritables ateliers reconstitués à l'identique. De nouvelles industries ont pris le relais dans la zone industrielle ouverte au sud de Méru dans les années 1950.
En 1963, la commune de Méru absorbe celle de Lardières, qui comptait alors environ 250 habitants.
Le 11 mai 1967 l'usine Rochel de Méru, qui conditionne des aérosols, explose à la suite d'une fuite de gaz ; on compte 3 morts et 49 brûlés, principalement des ouvrières. En 1969 lors du procès le tribunal de Beauvais condamne le PDG « coupable d'une faute inexcusable » pour « homicide par imprudence » ; il avait en particulier refusé l'application de mesures de sécurité réglementaires. La peine est de un an de prison avec sursis et 20 000 francs d'amende. Il est amnistié dans les mois qui suivent et fait construire une autre usine. Les victimes sont mal indemnisées et ne peuvent pas se porter partie civile. Simone de Beauvoir va à la rencontre des victimes, et écrit un article à leur sujet.
Les années 1980-1990 voient le début d'un essor démographique sans précédent pour la commune de Méru, puisqu'elle double sa population entre 1975 et 2017 grâce à une immigration extra-européenne qui modifie la composition et la répartition des communautés présentes dans la commune. La commune est classée en « zone de sécurité prioritaire », avec notamment le quartier prioritaire de La Nacre - Saint Exupéry (2 800 habitants), par le ministère de l'Intérieur en 2012.

## Politique et administration

### Rattachements administratifs et électoraux

#### Rattachements administratifs
La commune se trouve dans l'arrondissement de Beauvais du département de l'Oise.
Elle était depuis 1793 le chef-lieu du canton de Méru. Dans le cadre du redécoupage cantonal de 2014 en France, cette circonscription administrative territoriale a disparu, et le canton n'est plus qu'une circonscription électorale.

#### Rattachements électoraux
Pour les élections départementales, la commune fait partie depuis 2014 d'un nouveau canton de Méru réduit de 20 à 16 communes.
Pour l'élection des députés, elle fait partie de la troisième circonscription de l'Oise.

### Intercommunalité
Méru est la commune la plus peuplée de la communauté de communes des Sablons, un établissement public de coopération intercommunale (EPCI) à fiscalité propre créé en 2000 et auquel la commune a transféré un certain nombre de ses compétences, dans les conditions déterminées par le code général des collectivités territoriales.

### Tendances politiques et résultats
Au second tour des élections municipales de 2014 dans l'Oise, la liste DVD-UMP menée par Nathalie Ravier — soutenue par le maire sortant qui ne se représentait pas — obtient la majorité absolue des suffrages exprimés, avec 2 546 voix (63,38 %, 27 conseillers municipaux élus dont 8 communautaires), devançant très largement celle PS menée par Hervé de Deroy, qui a recueilli 1 471 voix (36,61 %, 6 conseillers municipaux élus dont 2 communautaires).
Lors de ce scrutin, 43,18 % des électeurs se sont abstenus. 
Lors des élections municipales de 2020 dans l'Oise, la liste DVD-LR menée par la maire sortante Nathalie Ravier est la seule candidate et obtient donc la totalité des 1 556 suffrages exprimés. Elle est élue en totalité et 16 de ses membres sont également conseillers communautaires.

### Liste des maires
| Période                                  | Période                        | Identité                          | Étiquette    | Qualité |
| ---------------------------------------- | ------------------------------ | --------------------------------- | ------------ | --- |
| Les données manquantes sont à compléter. |                                |                                   |              | |
| 1787                                     | 1789                           | Louis Raimond                     |              | Président du syndic |
| février 1790                             |                                | Claude Lucien Danse de Boulaines  |              | |
| février 1790                             |                                | Jean-François Moufletie           |              | |
| juillet 1790                             |                                | Pierre Laurent Previllier         |              | |
| décembre 1792                            |                                | M. Claude Raimond                 |              | |
| 1793                                     |                                | Toussaint Mouflette               |              | |
| 1810                                     |                                | Isidore Mouflette                 |              | |
| mai 1815                                 |                                | Jean Briquebec                    |              | |
| 1816                                     |                                | Henri Potier                      |              | |
| 1817                                     | 1826                           | Pierre Denis Barthelemy Mouflette |              | |
| 1831                                     | 1837                           | Michel Benjamin Graux             |              | |
| 1837                                     | 1840                           | Nicolas Guillaume Rouget          |              | |
| 1840                                     | 1848                           | Michel Benjamin Graux             |              | |
| 1848                                     | 1860                           | Laurent Auguste Desouges          |              | |
| 1860                                     | 1863                           | Charles Henneguy                  |              | |
| 1863                                     | 1870                           | Alexandre Fessart                 |              | |
| 1870                                     | 1871                           | François Thiberge                 |              | Maire par intérim |
| 1871                                     | 1874                           | Charles Boudeville                |              | |
| 1874                                     | 1878                           | François Hubert Perruchon         |              | |
| 1878                                     | 1895                           | Charles Boudeville,               | Républicain  | Pharmacien Député de l'Oise (1877 → 1885 puis 1889 → 1895) Conseiller général de Méru (1871 → 1895)                                                                          |
| 1895                                     | 1896                           | Hippolyte Dangu                   |              | |
| 1896                                     | 1904                           | Philippe Lefevre                  |              | |
| mai 1904                                 | 1919                           | Louis Deshayes                    | RRRS         | Avocat à Paris Député de l'Oise (1914 → 1919) Chevalier de la Légion d'honneur                                                                                               |
| 1919                                     | 1925                           | Louis Demarques                   |              | |
| mai 1925                                 | mai 1929                       | Pierre Fulgence Legrand           | Rad.         | Conseiller général de Méru (1928 → 1934) |
| mai 1929                                 | juillet 1931                   | Antoine Faye                      |              | Négociant |
| juillet 1931                             | juillet 1937                   | Albert Degremont                  | SFIO         | Avocat Conseiller d'arrondissement de Méru (1931 → 1937) Agé de 25 ans lors de son élection, il est alors le plus jeune maire de France                                      |
| novembre 1937                            | mai 1953                       | Marcel Coquet                     | SFIO         | Commerçant |
| mai 1953                                 | mars 1959                      | Antony Bernard                    | Indépendant  | |
| mars 1959                                | mars 1977                      | Maurice César                     | SFIO         | Chirurgien dentiste Conseiller général de Méru (1964 → 1970) Officier des Palmes académiques Chevalier du Mérite social                                                      |
| mars 1977                                | juin 1995                      | Guy Vadepied,                     | PS           | Publicitaire Député de l'Oise (5e circ.) (1981 → 1986) Député de l'Oise (1986 → 1988) Conseiller régional de Picardie (1977 → 2004) Conseiller général de Méru (1977 → 1982) |
| juin 1995                                | avril 2014,                    | Yves Leblanc                      | UDF puis UMP | Ancien directeur des affaires scolaires de la Région Île-de-France |
| avril 2014,                              | En cours (au 30 novembre 2023) | Nathalie Ravier                   | DVD          | Vice-présidente (2014 → 2020) puis présidente (2020 → ) de la CC des Sablons Réélue pour le mandat 2020-2026                                                                 |

### Jumelages
- Borken (Allemagne) depuis 1964.
- Izabelin (Pologne) depuis 2010.

## Équipements et services publics
Un marché forain se tient à Méru le vendredi.

### Enseignement
La commune dispose de 2 collèges publics : 

- le collège du Thelle situé près du Quartier de la Nacre

- le collège Pierre Mendès-France situé à proximité du centre-ville.
Deux lycées publics sont également implantés sur la commune : 

- le lycée général et technologique Condorcet qui accueille près de 1000 élèves et qui dispose d'un BTS gestion de la PME et de la PMI

- le lycée professionnel Antoine Lavoisier qui prépare à cinq bacs Pro, 1 BTS et 2 CAP dans les filières des services à la personne et de l’animation, de la gestion logistique et les métiers du numérique. Il dispose d'un internat.
Méru accueille aussi le groupe scolaire privé "immaculée conception" allant du primaire au collège.

### Équipements culturels
- Théâtre du Thelle.
- Musée de la nacre.

### Équipements sportifs
- Piscine Aquoise[58]
- Gymnase des Sablons.
- Cours de padel, mis en service en 2024 et  financés par la communauté de communes des Sablons avec le soutien du conseil départemental de l’Oise[59].

### Santé et solidarité

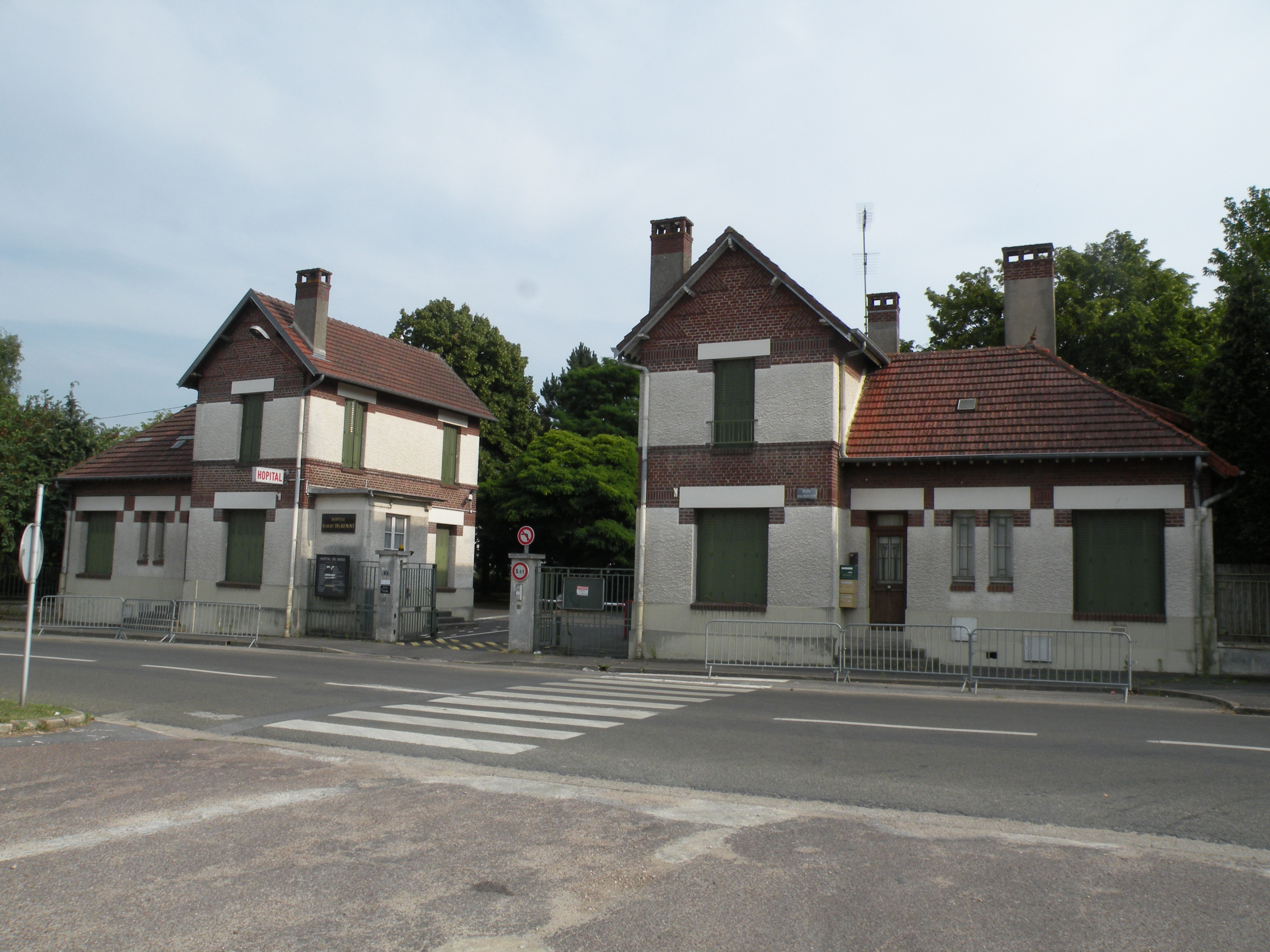
L'entrée de l'hôpital.

- Le Groupe hospitalier Carnelle Portes de l’Oise dispose d'un hôpital de proximité à Méru[60].

- Résidence intergénérationnelle Simone-Veil, de 73 logements occupés par des jeunes, des couples, des familles monoparentales, des personnes âgées ou des personnes en situation de handicap[61].

- La ville dispose en 2024 d'une crèche municipale et d'une crèche associative gérée par la Ligue de l’enseignement[62].

- Le Pôle d’initiatives locales (PIL) de Méru, conçu par le cabinet Basalte de Margency et situé près de la gare, dispose d'espace de formation, de coworking, de travail, de coopération entre entrepreneurs et étudiants du pôle « Pépite » de l’Université de Picardie Jules-Verne (Pôles étudiants pour l’innovation, le transfert et l’entrepreneuriat) et de Maison de l’emploi et de la formation du Sud Ouest de l’Oise[63]

### Justice, sécurité, secours et défense
L'ensemble de la commune est classée en zone de sécurité prioritaire sous le gouvernement Jean-Marc Ayrault en 2012.
Méru dispose d'une police municipale forte en 2023 de 28 agents, (20 policiers, deux ASVP  et six agents administratifs ou techniques). Elle compte deux équipes cynophiles et son centre de supervision urbain (CSU) gère les données de 65 caméros de vidéosurveillance de méru, ainsi que la vidéo protection d’autres communes des Sablons. En effet, ce service intervient également sur les communes d'Amblainville, Hénonville, Ivry-le-Temple, Laboissière-en-Thelle, Lormaison et Villeneuve-les-Sablons, sous l’autorité de leur maire.
Afin de luter contre les dépôts sauvages, la commune s'équipe en 2024 de caméras mobiles permettant d'identifier les responsables de ces atteintes à l'environnement.
Une antenne de la Protection civile est implantée à Méru.

## Population et société

### Démographie

#### Évolution démographique
L'évolution du nombre d'habitants est connue à travers les recensements de la population effectués dans la commune depuis 1793. Pour les communes de plus de 10 000 habitants les recensements ont lieu chaque année à la suite d'une enquête par sondage auprès d'un échantillon d'adresses représentant 8 % de leurs logements, contrairement aux autres communes qui ont un recensement réel tous les cinq ans,.

En 2022, la commune comptait 14 091 habitants, en évolution de −3,75 % par rapport à 2016 (Oise : +0,87 %, France hors Mayotte : +2,11 %).
| 1793  | 1800  | 1806  | 1821  | 1831  | 1836  | 1841  | 1846  | 1851  |
| ----- | ----- | ----- | ----- | ----- | ----- | ----- | ----- | ----- |
| 1 725 | 2 000 | 1 720 | 1 754 | 1 940 | 2 092 | 2 327 | 2 526 | 2 371 |

| 1856  | 1861  | 1866  | 1872  | 1876  | 1881  | 1886  | 1891  | 1896  |
| ----- | ----- | ----- | ----- | ----- | ----- | ----- | ----- | ----- |
| 2 771 | 2 887 | 2 873 | 3 262 | 3 685 | 4 187 | 4 344 | 4 694 | 4 558 |

| 1901  | 1906  | 1911  | 1921  | 1926  | 1931  | 1936  | 1946  | 1954  |
| ----- | ----- | ----- | ----- | ----- | ----- | ----- | ----- | ----- |
| 4 840 | 5 466 | 5 581 | 5 237 | 5 464 | 5 026 | 5 034 | 4 787 | 5 076 |

| 1962  | 1968  | 1975  | 1982   | 1990   | 1999   | 2006   | 2011   | 2016   |
| ----- | ----- | ----- | ------ | ------ | ------ | ------ | ------ | ------ |
| 5 435 | 6 497 | 8 649 | 11 436 | 11 928 | 12 712 | 12 651 | 13 650 | 14 640 |

| 2021   | 2022   | - | - | - | - | - | - | - |
| ------ | ------ | - | - | - | - | - | - | - |
| 14 320 | 14 091 | - | - | - | - | - | - | - |

#### Pyramide des âges
La population de la commune est relativement jeune.
En 2018, le taux de personnes d'un âge inférieur à 30 ans s'élève à 43,1 %, soit au-dessus de la moyenne départementale (37,3 %). À l'inverse, le taux de personnes d'âge supérieur à 60 ans est de 19,0 % la même année, alors qu'il est de 22,8 % au niveau départemental.
En 2018, la commune comptait 7 106 hommes pour 7 503 femmes, soit un taux de 51,36 % de femmes, légèrement supérieur au taux départemental (51,11 %).
Les pyramides des âges de la commune et du département s'établissent comme suit.
| Hommes | Classe d’âge | Femmes |
| ------ | ------------ | ------ |
| 0,4    | 90 ou +      | 1,3    |
| 4,0    | 75-89 ans    | 5,7    |
| 12,8   | 60-74 ans    | 13,8   |
| 20,0   | 45-59 ans    | 17,6   |
| 18,3   | 30-44 ans    | 19,7   |
| 20,4   | 15-29 ans    | 18,5   |
| 24,1   | 0-14 ans     | 23,4   |

| Hommes | Classe d’âge | Femmes |
| ------ | ------------ | ------ |
| 0,5    | 90 ou +      | 1,4    |
| 5,5    | 75-89 ans    | 7,6    |
| 15,6   | 60-74 ans    | 16,3   |
| 20,8   | 45-59 ans    | 20     |
| 19,4   | 30-44 ans    | 19,4   |
| 17,6   | 15-29 ans    | 16,2   |
| 20,6   | 0-14 ans     | 19,1   |

## Économie
La commune abrite une fonderie appartenant au Groupe Norinco et une usine du groupe Forvia, fabricant de planches de bord pour l’automobile et de composants intérieurs, qui emploie en 2024 900 salariés et qui a annoncé la suppression de 110 postes au sein de son département recherche et développement de Méru à l’horizon février 2025,.
Une usine Thales, productrice de systèmes électriques (alternateurs, générateurs) pour l’aviation civile et militaire est reprise en 2023 par Safran Electrical & Power. Elle emploie alors 210 salariés.
Le fabricant d'extincteurs Andrieu s'est installé à Méru en 2011
Le Musée de la Nacre et de la Tabletterie attire de nombreux visiteurs, groupes et touristes individuels.
Le  centre commercial des Marquises, avec son hypermarché Auchan, est implanté à Méru.

## Culture locale et patrimoine

### Lieux et monuments
Méru compte deux monuments historiques sur son territoire : 
- Le musée de la Nacre et de la Tabletterie, 47 rue Roger-Salengro, créé en 1999 dans l'ancienne usine Desmarest, partiellement inscit monument historique[77], une usine de boutons du XIXe siècle et qui abrite la plus vaste collection française d’objets en nacre, labellisé Musée de France[78],[79].
Le bâtiment, construit pour Charles Fressart en 1858, est marqué par la présence de dix-sept grandes baies vitrées en arc plein-cintre, soulignées par des moulures. La partie centrale, qui abritait la machine à vapeur, a des baies de plus grande taille. Un second bâtiment est édifié en 1872 afin de servir d'atelier.
Des chaînes de fabrication sont reconstituées au rez-de-chaussée, dans les anciens ateliers avec des machines provenant d'autres sites industriels, et  une machine à vapeur horizontale de marque Albaret, construite à Rantigny (Oise) est également réimplantée sur le site[80].

Le Musée de la Nacre et de la Tabletterie
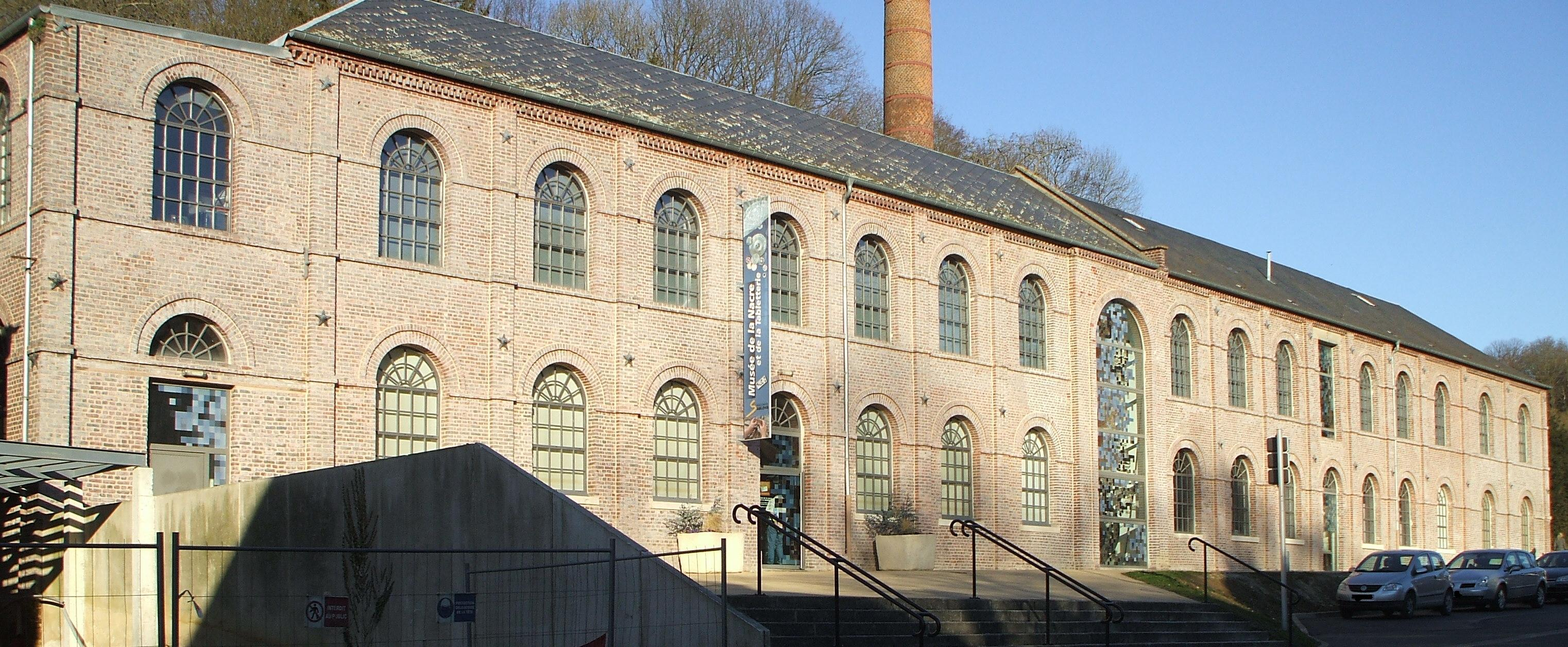
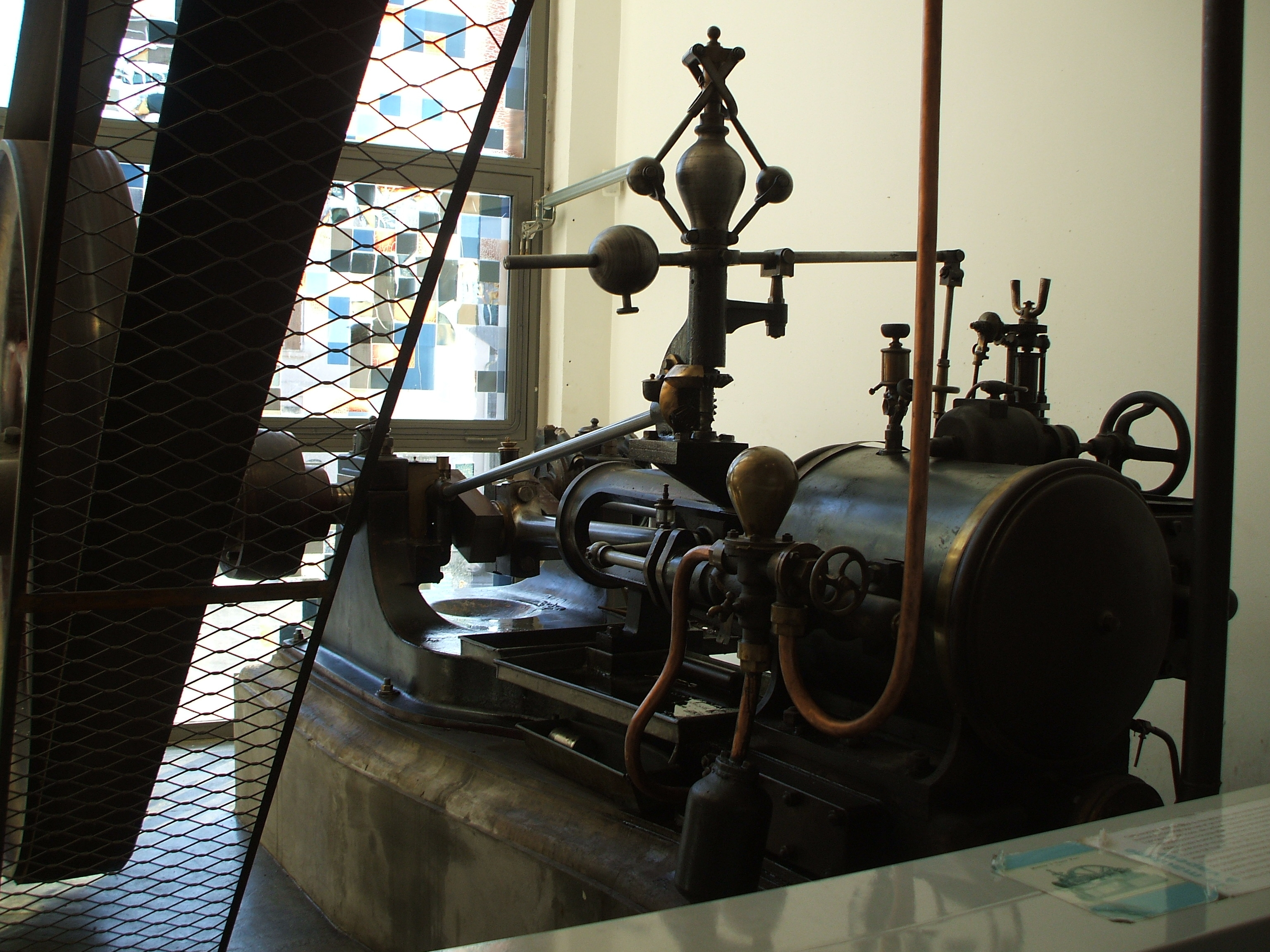
Machine à vapeur.
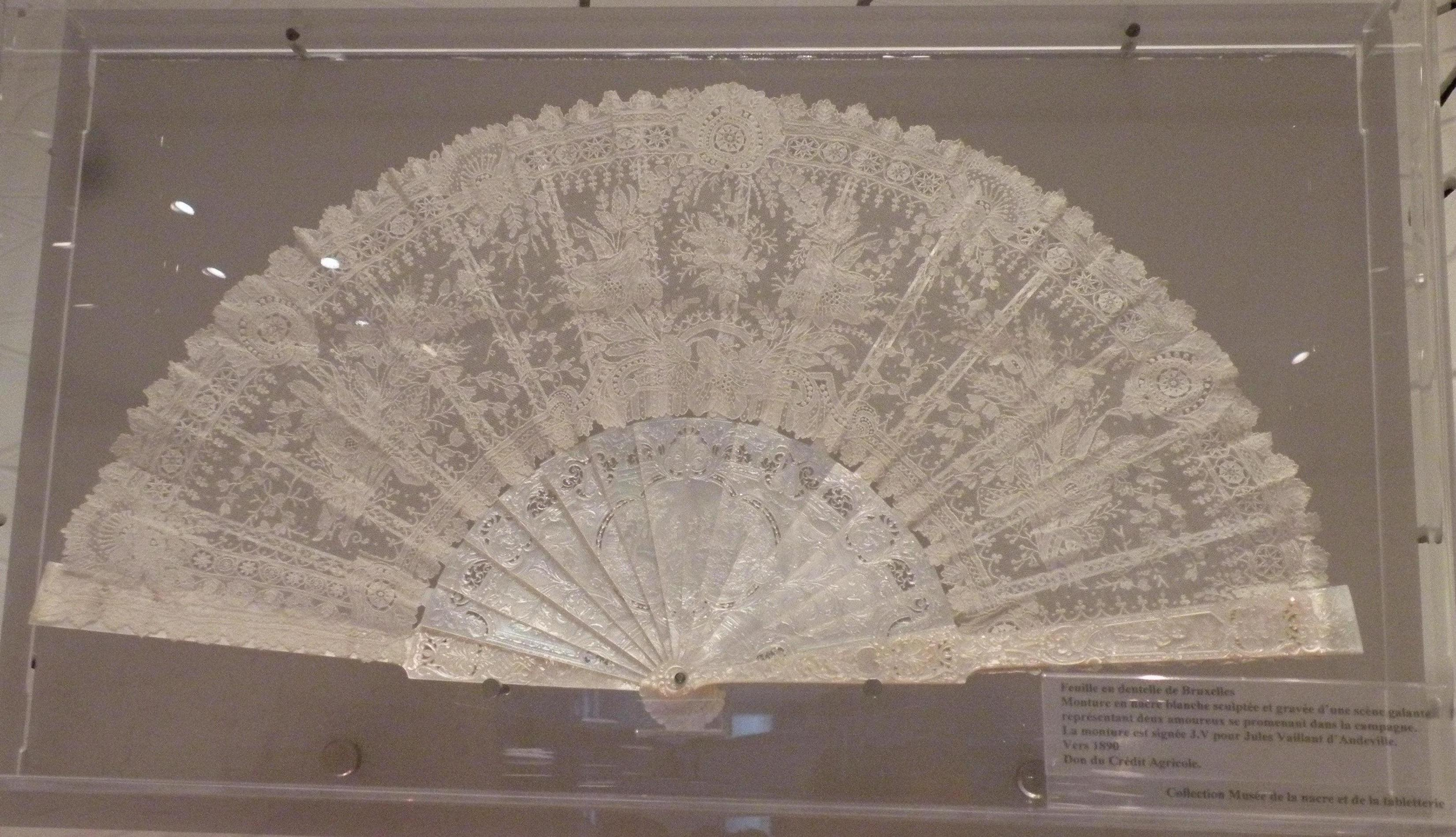
Éventail en nacre.
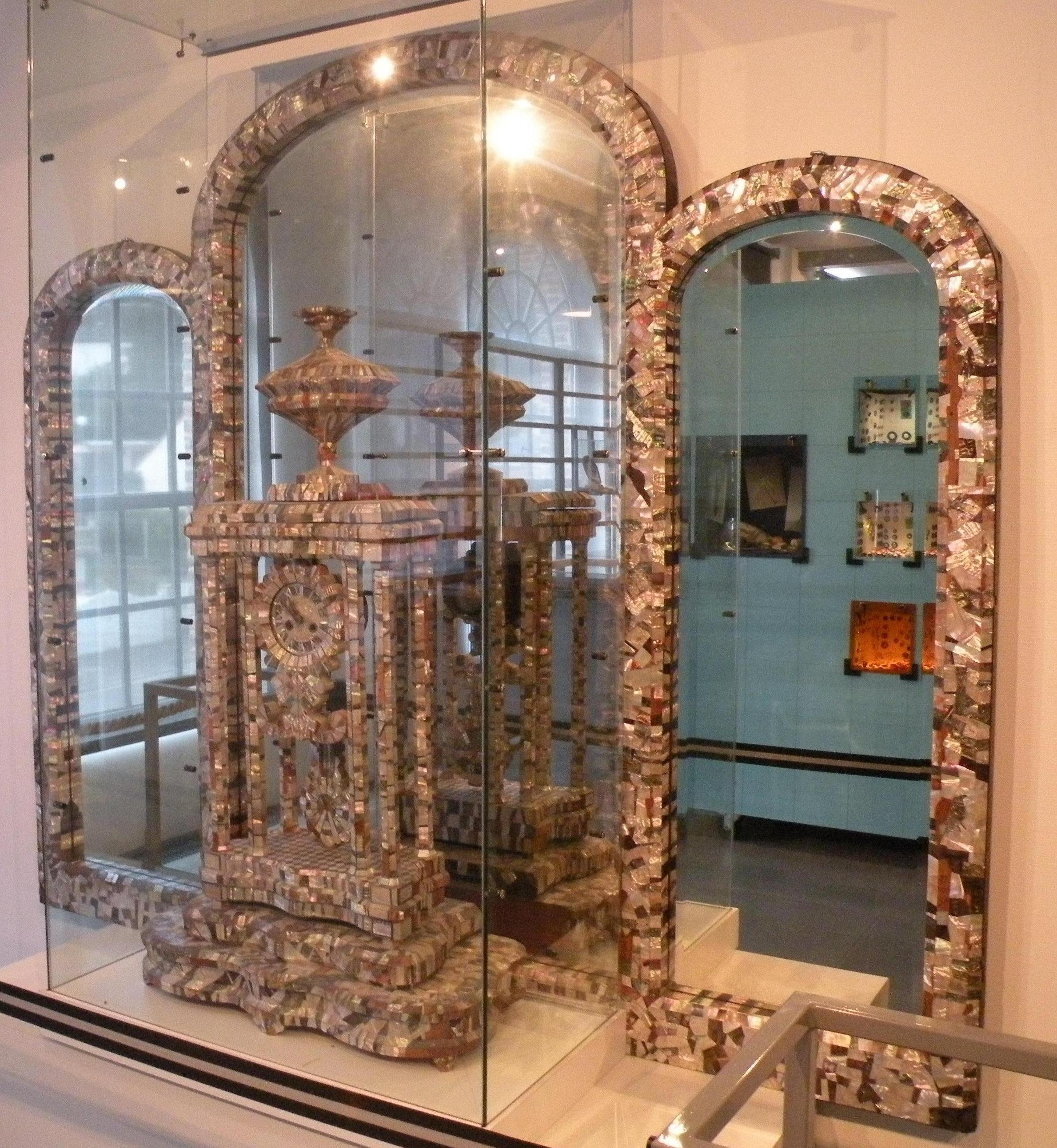
Horloge en nacre.

- Parc du domaine de Sandricourt, principalement situé à Amblainville, partiellement inscrit monument historique depuis 1991[81],[82], créé entre 1880 et 1900 par les architectes paysagistes Henri et Achille Duchêne, remarquable par son allée de la Marquise, qui s'étend sur plus de 4 km à partir du château.

On peut également signaler :
- Église Saint-Lucien, rue des martyrs de la Résistance / place de l'Hôtel-de-ville : 
C'est un vaste édifice issu de plusieurs campagnes de construction entre la fin du XIe siècle et 1678, qui se caractérise par une nef lambrissée de six travées d'une facture simple, bordée par un bas-côté Renaissance au sud et un bas-côté moderne au nord, et débouche à l'est sur la base du clocher roman remaniée à la période gothique. 
Aucun élément roman ne subsiste à l'intérieur de l'église, et à l'extérieur, le clocher de 1511 avec sa haute flèche en charpente de 1511 dissimule la vieille tour, excepté la face ouest de son dernier étage. Comme particularité, la base du clocher ne communique pas avec les deux croisillons ajoutés au XVIe siècle, dont celui du sud se prolonge vers l'est par une petite chapelle. 
À l'est, un chœur gothique de deux travées, terminé en chevet plat, fait suite à la base du clocher. Mal visible depuis la nef, il constitue toutefois la partie la plus remarquable de l'église, et n'a que peu évolué depuis sa construction pendant les années 1220 / 1230. Également digne d'intérêt est le bas-côté sud avec ses piliers ondulés  gothique flamboyant munis de chapiteaux Renaissance fantaisistes.
Parmi le mobilier cultuel, il faut signaler une superbe mise au tombeau du XVIe siècle, des statues de sainte Marguerite, de sainte Anne, une Vierge à l'Enfant, une Pietà, un banc d'œuvre dont le dossier sculpté date du XVIIIe siècle, ainsi qu'un petit orgue du XIXe siècle[83],[84].

- Église de la Vierge à Lardières, constituée d’une nef unique, d’un chœur à chevet plat et d’un clocher bâti au début du XIIe siècle et couronné, sans doute au XVIe siècle d'un beffroi en  charpente et ardoises. Le chœur pourrait être d’origine romane et la nef semble dater du XVIIe siècle[85].

- La tour des Conti : seul vestige du château de Méru incendié en 1751.
- Ancienne usine de dominos Delamarre, 24 rue de Chanzy, construite entre 1909 et 1913, et dont le rez-de-chaussée sert au débitage et le premier étage à l'usinage des dominos et de dés. Dans les années 1950, c'est la plus prospère des usines de dominos de Méru. L'activité cesse en 1980 et les bâtiments servent de débarras[86].
- Ancienne usine de boutons Henri Dégremont, rue Aristide-Briand, qui réutilise l'ancien site industriel utilisé antérieurement par la distillerie Flisseaux et la scierie à vapeur Lenoir vers 1897- 1898, par l'usine de jouet Delahaye en 1902-1903, par la fabrique de boutons Dourain, et par le dépôt de celluloïd façonné Hostachy vers 1930, compte tenu de sa situation entre route nationale et chemin de fer. 
Après sa destruction en 1940 par des bombardements durant la Seconde Guerre mondiale, Henri Dégremont y construit après la Libération de la France une usine de boutons qui ne fonctionnera jamais et dont les locaux sont dans un second temps vendus à une compagnie d'assurance. En 1998, les bâtiments servent au stockage des archives d'une compagnie d'assurance[87].
- Ancienne usine de tabletterie Legros Leblanc, devenue puis laiterie industrielle  Laitière la Maggi  puis usine d'articles en matière plastique SIB-ADR, 16 rue de Chanzy, qui remonte au milieu du XIXe siècle, et dont la salle des machines présente des baies identiques à celles de l'usine Dégremont (actuel Musée de la nacre). De nouveaux bâtiments sont construits en 1893. À la fin du XIXe siècle, une partie de l'usine est louée à une dizaine d'artisans tablettiers, qui bénéficient de la force motrice de l'usine. En 1905, l'usine devient la laiterie Maggi, qui surélève d'un étage l'atelier de réparation, dont le rez-de-chaussée est agrandi sur la cour. Vers 1955, la laiterie ferme et l'usine reste longtemps inoccupée avant d'être reprise par l'entreprise de plasturgie SIB-ADR. En 1997, les locaux sont inutilisés[88].
- Ancienne usine de peintures et vernis dite fabrique de blanc Brébant, puis Calité Fillion, 90 rue Anatole-France. La fabrique de blanc gélatineux Brébant est récompensée d'une médaille d'argent à l'exposition de Beauvais. Cette matière sert notamment de liant aux peintures et ses principaux débouchés sont Ripolin ou Peintures Valentine. En 1961, l'usine est rachetée par Pierre Péneau qui en fait un dépôt de vin et ferraille les anciennes installations de production. En 1997, les bâtiments servent de dépôt à différentes entreprises[89].
- Ancienne usine de peintures et vernis dite fabrique de blanc de craie Tissot et Thiébault, 43 rue Mimaut, construite en 1926 pour Tissot et Thiébault, fils et gendre de M. Brébant, qui exploite l'usine précédente. L'usine semble fonctionner jusque dans les années 1956-1957 où elle est rachetée par la société BMP, Blanc Minéraux de Paris. Après sa désaffectation ultérieure, elle est rachetée par la ville en 1997[90].
- Ancienne usine de boutons Lesbroussart, puis Mercier et Cie, 5 rue  Mimaut, dont les bâtiments sont construits dans les années 1870 pour l'entreprise de scierie et tabletterie d'os Lesbroussart en bordure de route et  près de la gare. Le bureau, l'entrepôt industriel et l'atelier de fabrication-magasin industriel sont édifiés dans les années 1950. Après une interruption au profit du polyester, la nacre est réutilisée dans les années 1970 par la Maison Mercier. En 1998, une partie de la fabrication des boutons en nacre, qui représentent 80 % du chiffre d'affaires, se fait à Madagascar alors que la teinture et le conditionnement sont faits sur place, et la production est utilisée par les grandes maisons de couturier comme Lanvin, Yves Saint-Laurent ou Chanel[91].
- Anciens abattoirs municipaux, 47 rue Mimault, construits en 1896 et utilisés comme ateliers municipaux depuis 1975[92].

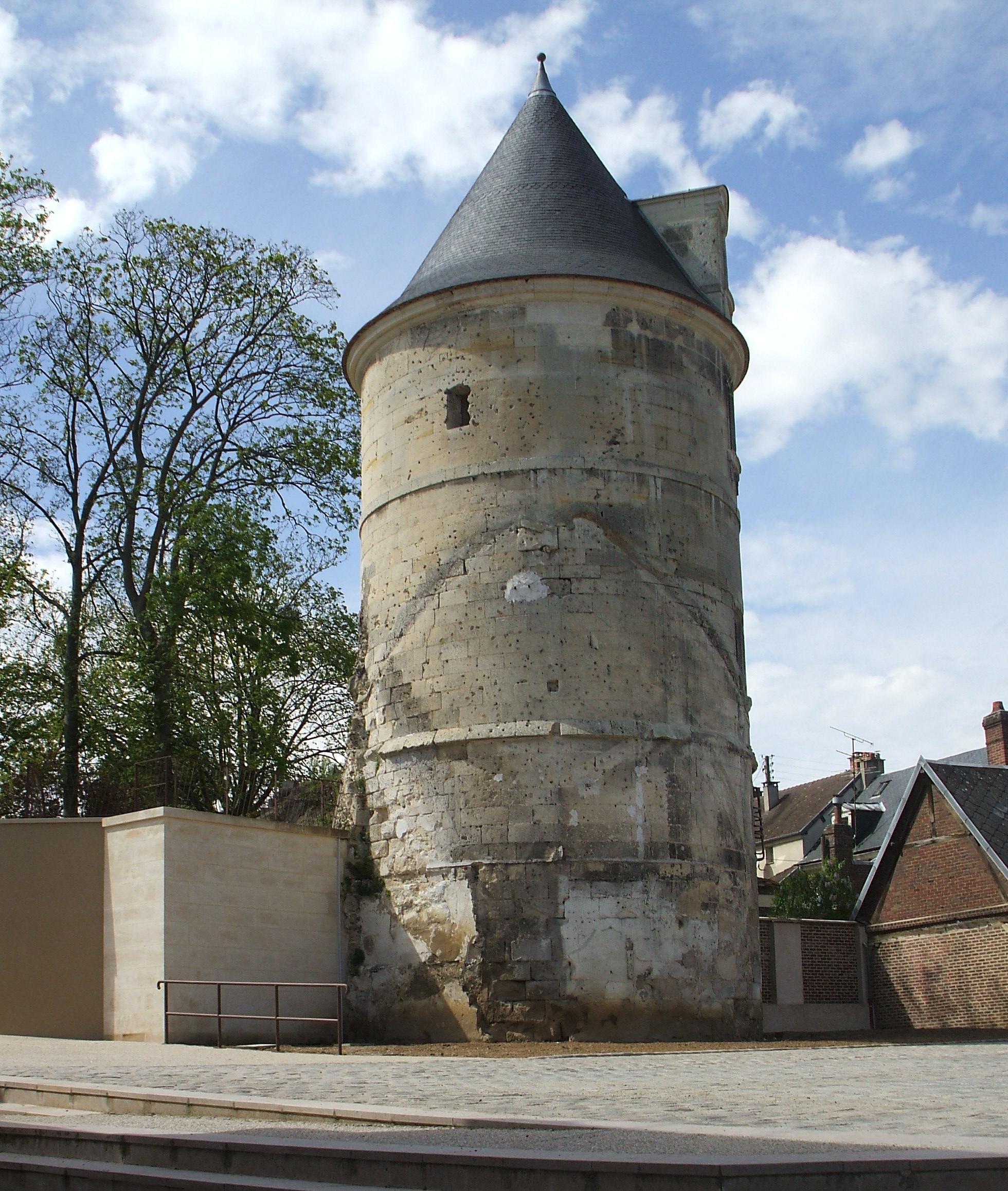
La tour des Conti.
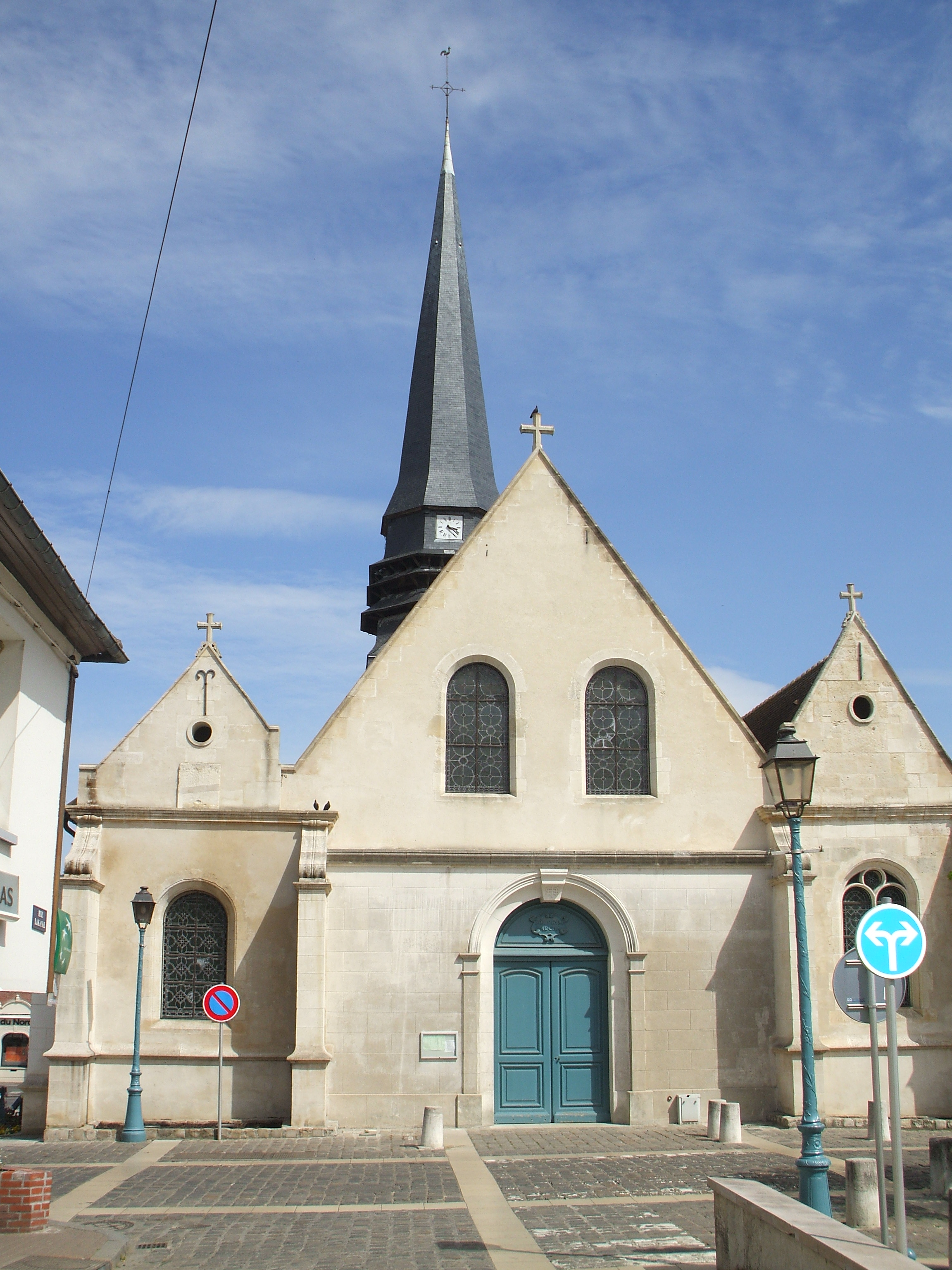
L'église Saint-Lucien...
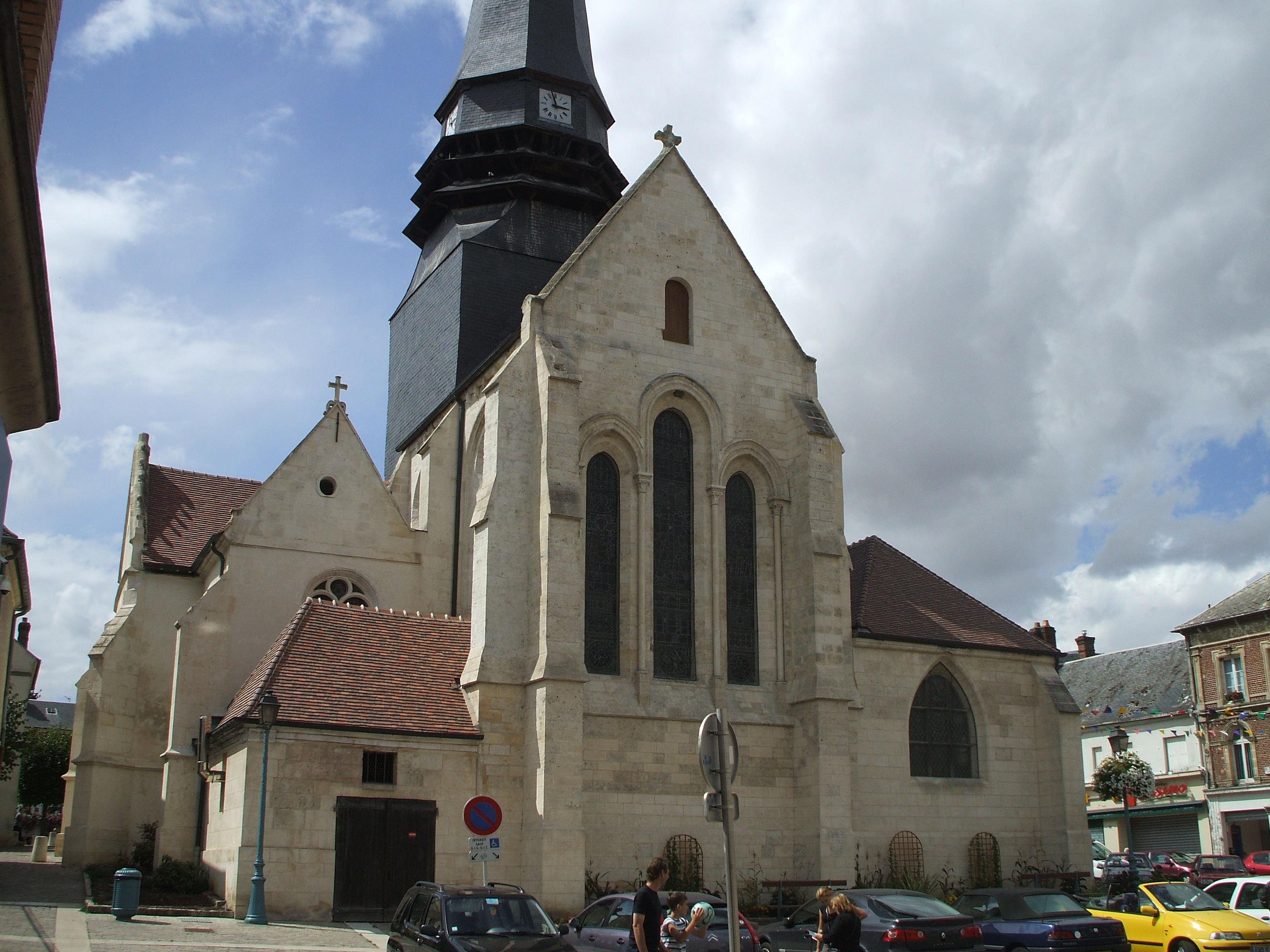
... et son chevet.
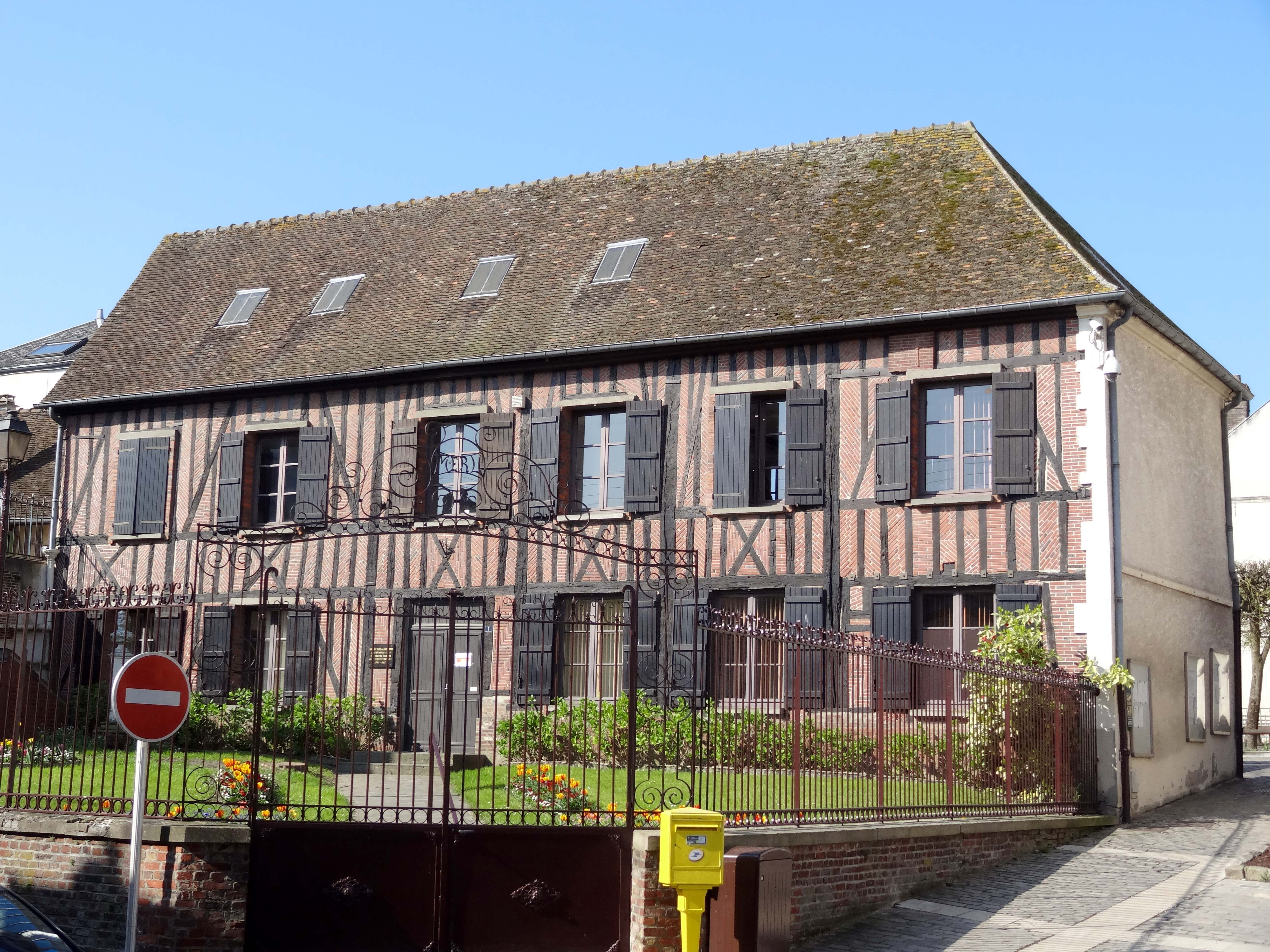
Le presbytère.
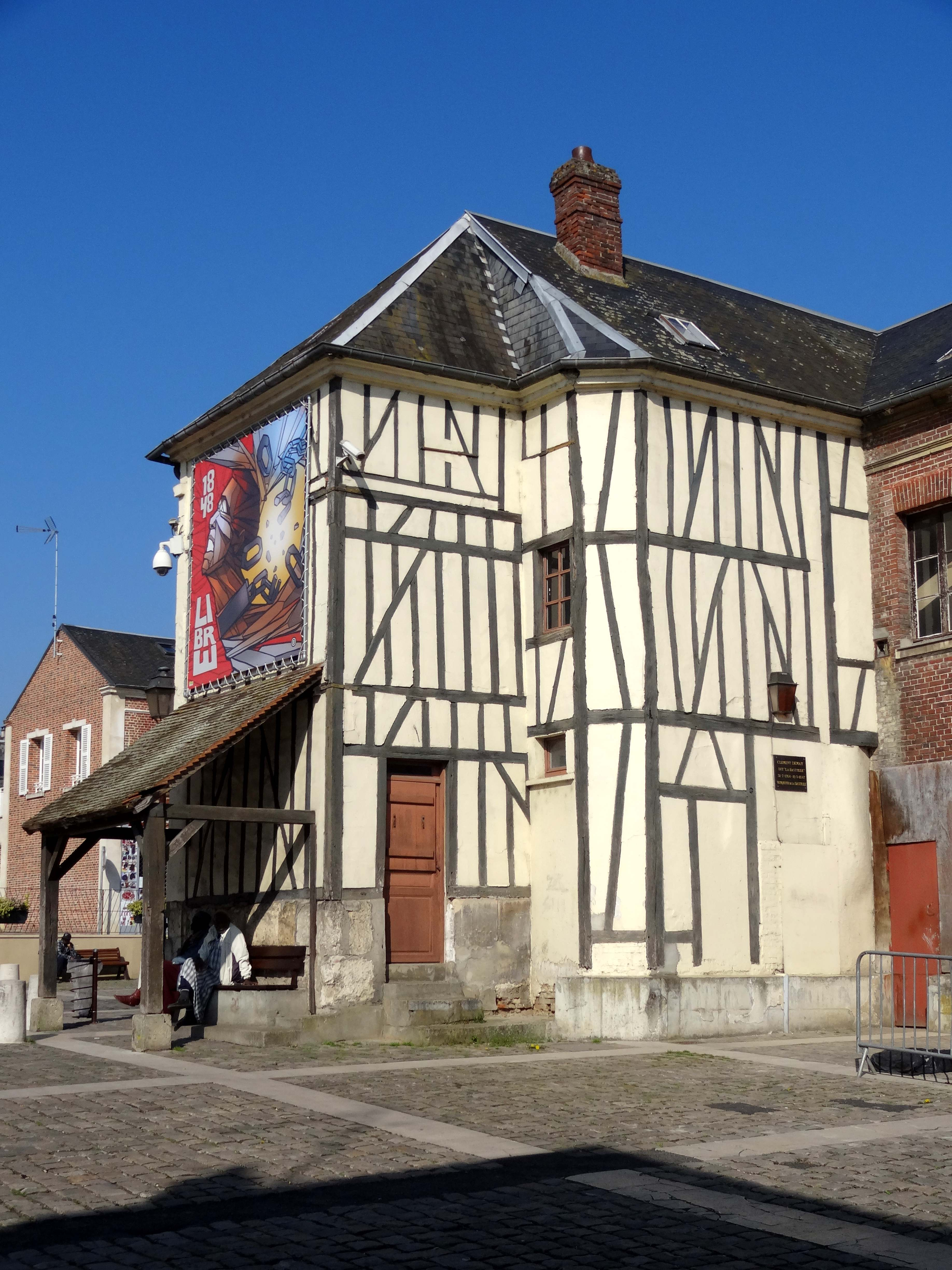
Maison à colombage, rue des Martyrs de la Rézsistance.
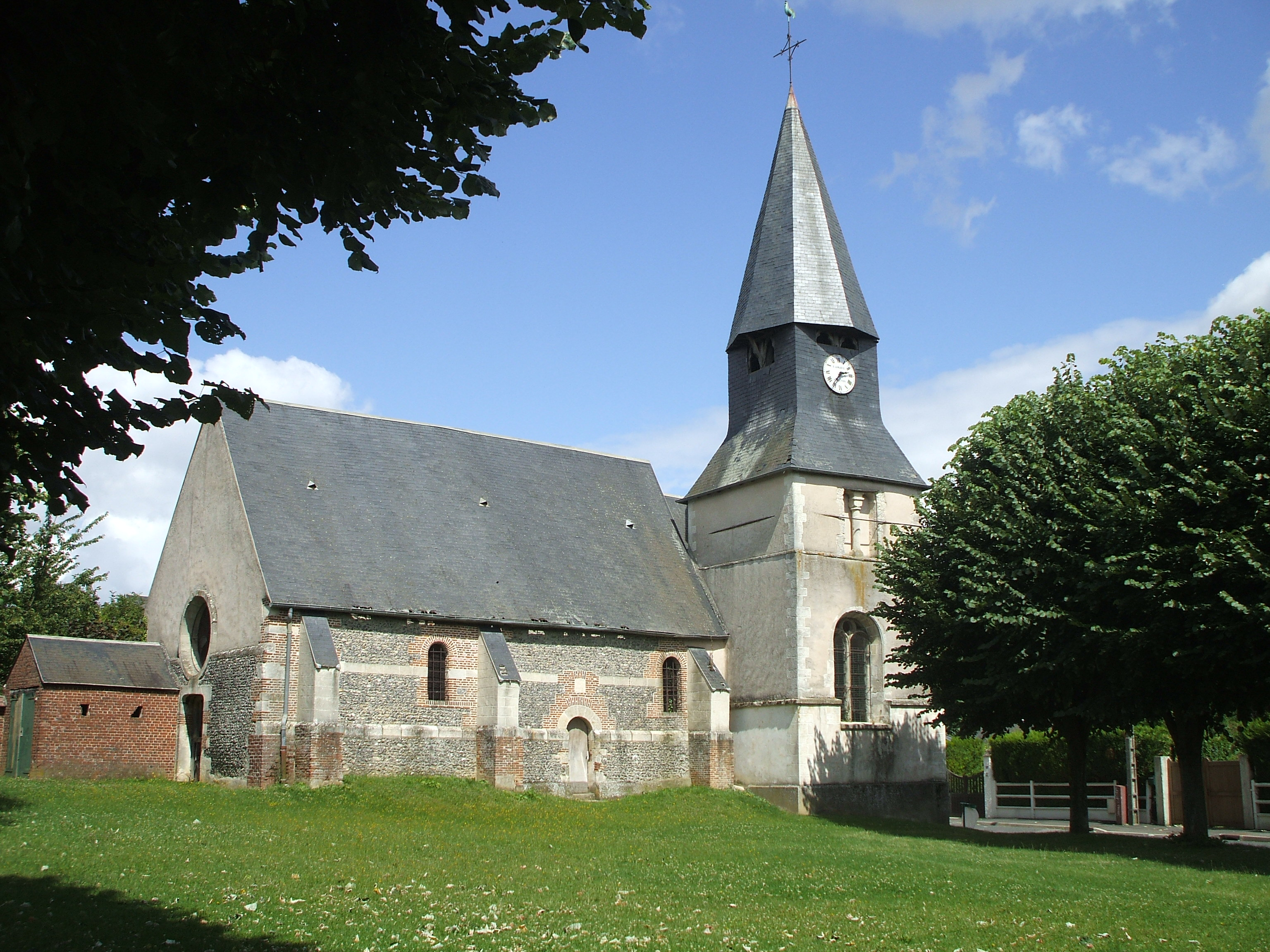
Église de Lardières.
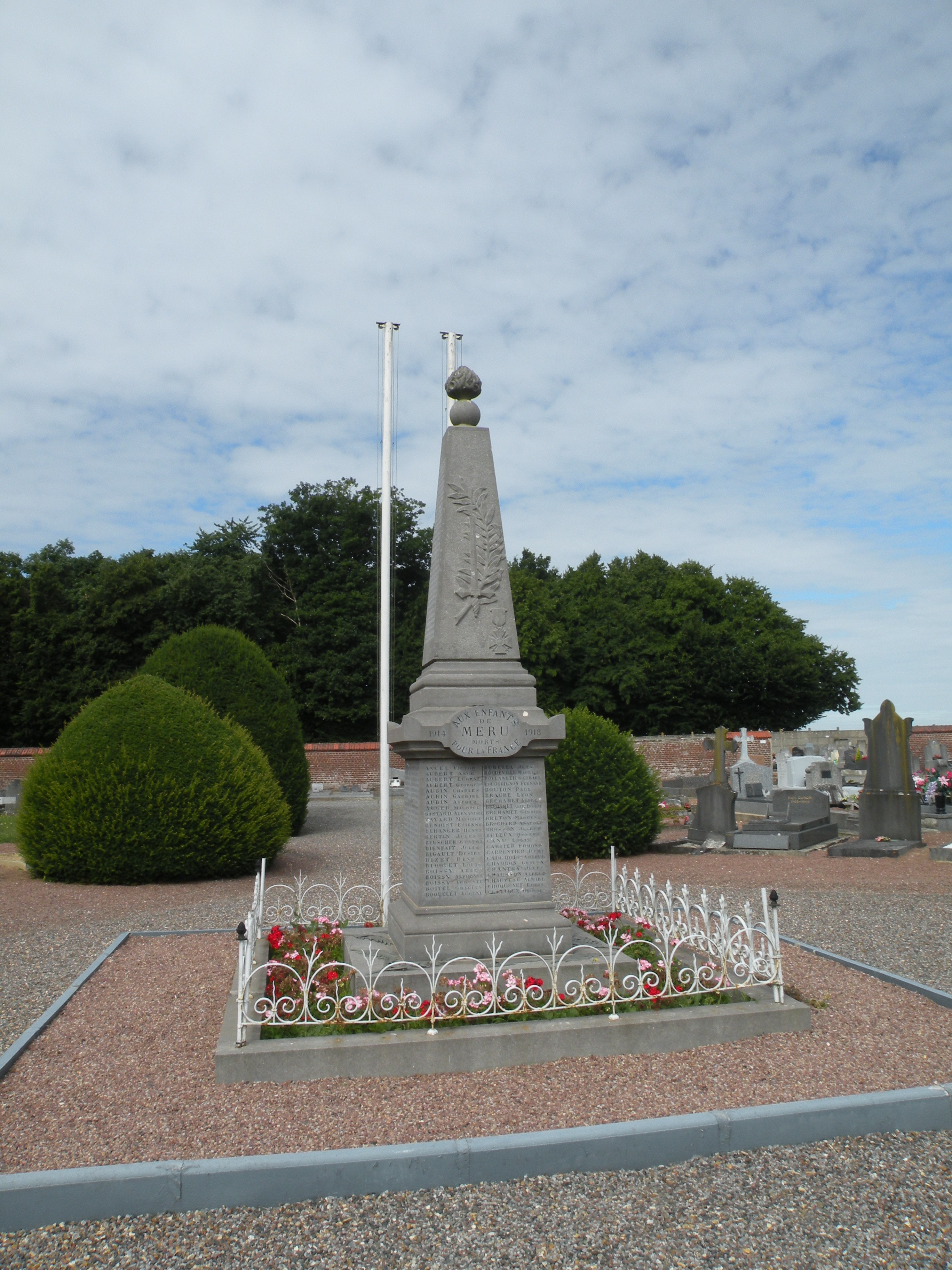
Le monument aux morts.

### Méru dans les arts et la culture
La pratique de la tabletterie à Méru a donné lieu à la production de quelques œuvres littéraires telles que La fabrique blanche, de Serge Grafteaux, parue aux éditions Tallandier en 1990.

### Personnalités liées à la commune
- Pierre-Louis-Stanislas Lefebvre (1752-1817), homme politique né à Méru, député de la Seine-Inférieure.
- Jean-François Mimaut (1779-1837), diplomate français, consul de France à Cagliari de 1814 à 1817, puis à Alexandrie de 1829 à 1837, il  négocie, avec l’aide de Jean-François Champollion, la cession à la France de l’un des obélisques de Louxor (qui se trouve actuellement place de la Concorde à Paris), y est né. Une rue de la commune porte son nom.
- Clotilde de Vaux (1815-1846) poétesse qui inspira à Auguste Comte la « religion de l'Humanité », y a grandi et vécu.
- Joseph Hèvre (1827-1907), homme politique, député de Seine-et-Oise et maire de Mantes-la-Jolie, y est né.
- Maurice Bellonte (1896-1984), aviateur français qui, associé à Dieudonné Costes, réussit en 1930, à bord du Breguet XIX Point d'interrogation, la première traversée de l'Atlantique nord d'est en ouest en avion, est né à Méru.
- André Drobecq (1900-1997), coureur cycliste français qui a participé à plusieurs tours de France, y est mort.
- Michel Fortin (1937-2011), acteur français, y est né.
- Patrick Drobecq (1953-2004), pilote de moto-cross français, y est né.
- Amélie Mauresmo (1979- ), ancienne joueuse, et entraîneuse de tennis française, directrice depuis 2021 du tournoi de Roland-Garros, a été licenciée au début de sa carrière à Méru[93].
- Hervé Grull (1987- ), acteur français spécialisé dans le doublage, y est né.
- Rachid Bouhenna (1991- ), footballeur franco-algérien évoluant au poste de défenseur avec l'équipe roumaine du FCSB, y est né.
- Mickaël Lopes Da Veiga (1991-), athlète de Kick-boxing franco-capverdien, y est né.

### Héraldique
| Blason de Méru | Blason  | De gueules à la barre d'or chargée de 5 tourteaux de sable, accompagnée, en chef d'un éventail de quinze plis au naturel, en pointe d'une Marque à jouer tournée d'argent, et senestrée de deux dominos aussi d'argent pointés de sable, posés et rangés en pal, le "trois/zéro" sur le "quatre/deux". |
| Blason de Méru | Détails | Le statut officiel du blason reste à déterminer. |

## Pour approfondir